# Spis formatów plików
Spis formatów plików – spis rozszerzeń nazw plików komputerowych, używanych również w innych urządzeniach mikroprocesorowych.
Poniższy spis rozszerzeń nazw plików nie jest pełny. Opisy pozostawiono w wersji oryginalnej.
| ###     | Temp file; QTIC | #nn     | Part of file image; Long |
| #24     | Printer data file for 24 pin matrix printer; LogoScript                                                            | #IB     | Printer data file; LogoScript                                                                                                 |
| #SC     | Printer data file; LogoScript                                                                                      | #ST     | Standard mode printer definitions; LogoScript                                                                                 |
| $$$     | OS/2 archive file (i.e archives.$$$, keys.$$$); OS/2                                                               | $$$     | Temporary file; |
| $?      | ZX Spectrum file in HOBETA format;                                                                                 | $00     | Pipe file; DOS |
| $DB     | Temporary file; dBASE IV                                                                                           | $ED     | Editor temporary file; MS C                                                                                                   |
| $O1     | Pipe file; DOS | $VM     | Virtual manager temporary file; Windows 3.x                                                                                   |
| )2(     | LHA archiver temporary file; LHA                                                                                   | ??$     | Backup file; P-CAD |
| ??_     | Microsoft packed file; Expand                                                                                      | ?DK     | Disk image; Loaddskf.exe |
| ?UT     | Nonpacked FTN mail (? - flavor); FTN software                                                                      | ___     | Adinf table; Adinf |
| _Q_     | Archive; CP/M Squeeze                                                                                              | ~$~     | Temporary file; 1st Reader |
| ~??     | Old [BackUp] files (.MNU to .~MN); Resource Workshop - Borland Delphi                                              | 0       | Compressed harddisk data; DoubleSpace                                                                                         |
| nnn     | Arj archive volumes up to 999; ARJ                                                                                 | nnn     | Netware unicode rule table (e.g. 1250_Uni.036); Novell Netware                                                                |
| nnn     | News about smth with ext. of ver. number;                                                                          | nnn     | RAR archive volumes up to 999; RAR                                                                                            |
| 000     | Compressed harddisk data; DoubleSpace                                                                              | 001     | Fax; |
| 075     | 75x75 dpi display font; Ventura Publisher                                                                          | 085     | 85x85 dpi display font; Ventura Publisher                                                                                     |
| 091     | 91x91 dpi display font; Ventura Publisher                                                                          | 096     | 96x96 dpi display font; Ventura Publisher                                                                                     |
| 0B      | Printer font with lineDraw extended character set; PageMaker                                                       | 1       | Fax; many |
| 1       | Roff/nroff/troff/groff source for manual page; cawf2.zip                                                           | 15U     | Printer font with PI font set; PageMaker                                                                                      |
| 1ST     | Usually README.1ST text file;                                                                                      | 2GR     | 286 Grabber File; Win |
| 301     | Fax; Super FAX 2000 - Fax-Mail 96                                                                                  | 386     | Intel 80386 processor driver; Windows 3.x                                                                                     |
| 386     | Windows virtual device driver; Win                                                                                 | 3DMF    | QuickDraw 3D Metafile; QuickDraw                                                                                              |
| 3DS     | 3D Studio Graphics format; 3D Studio                                                                               | 3FX     | Effect; CorelChart |
| 3GR     | 386 Grabber File; Win                                                                                              | 3T4     | Binary file converter to ASCII; Util3                                                                                         |
| 4C$     | Datafile; 4Cast/2                                                                                                  | 4MD     | Musical file; |
| 4SW     | 4DOS Swap File; 4DOS                                                                                               | 4TH     | FORTH source code file; ForthCMP - LMI Forth                                                                                  |
| 668     | Music (the mixing is always at 12048Hz);                                                                           | 669     | Music (8 channels); The 669 Composer                                                                                          |
| 6CM     | Music (6 Channel Module); Triton FastTracker                                                                       | 75      | 75x75 dpi display font; Ventura Publisher                                                                                     |
| 8       | A86 assembler source code file;                                                                                    | 85      | 85x85 dpi display font; Ventura Publisher                                                                                     |
| 8CM     | Music (8 Channel Module); Triton FastTracker                                                                       | 8M      | Printer font with Math 8 extended character set; PageMaker                                                                    |
| 8U      | Printer font with Roman 8 extended character set; PageMaker                                                        | 91      | 91x91 dpi display font; Ventura Publisher                                                                                     |
| 96      | 96x96 dpi display font; Ventura Publisher                                                                          |         | |
| A       | ADA source code file;                                                                                              | A       | Library; unix |
| Ann     | Multi volume ARJ archive; ARJ                                                                                      | A11     | Graphics AIIM image file; |
| AAS     | Animation Play Script; AAPlay                                                                                      | AB6     | Datafile; ABStat |
| AB8     | Datafile; ABStat                                                                                                   | ABC     | Document; ABC FlowCharter 1.0                                                                                                 |
| ABF     | Adobe Binary Screen Font; Adobe Software                                                                           | ABK     | Automatic backup file; CorelDRAW                                                                                              |
| ABM     | Image PALS album file;                                                                                             | ABR     | Adobe Brush file for PhotoShop; PhotoShop                                                                                     |
| ABS     | Abstracts (info file);                                                                                             | ABS     | Data file; Abscissa |
| ACA     | Project; Project Manager Workbench                                                                                 | ACB     | Archive; ACB |
| ACB     | see ACMB; | ACC     | Program (DR-DOS - ViewMax); GEM / resident                                                                                    |
| ACD     | Audio Track; ACD                                                                                                   | ACE     | Archive; ACE |
| ACF     | Adobe Custom Filter for PhotoShop; PhotoShop                                                                       | ACM     | Audio Compression Module add-on; Win                                                                                          |
| ACMB    | Graphics file; | ACO     | Adobe Color Palette; |
| ACT     | ACTOR source code file; ACTOR                                                                                      | ACT     | Animations Works Actor (Graphics cell); Animation Works                                                                       |
| ACT     | FoxDoc Action Diagrams; FoxPro                                                                                     | ACT     | Presentation; Action! |
| AD      | AfterDark screensaver module; AfterDark                                                                            | AD2     | ADPCM 2-bit compressed voice file; ZFAX                                                                                       |
| AD3     | ADPCM 3-bit compressed voice file; ZFAX                                                                            | ADA     | ADA source code file; |
| ADB     | Ada Package Body;                                                                                                  | ADC     | Bitmap graphics (16 colors); Scanstudio                                                                                       |
| ADC     | Dictionary; Lingvo                                                                                                 | ADD     | OS/2 adapter device driver;                                                                                                   |
| ADI     | Graphics file; AutoCAD                                                                                             | ADL     | MCA adapter description library; QEMM                                                                                         |
| ADM     | After Dark support file; AfterDark                                                                                 | ADN     | Add-in; Lotus 1-2-3 |
| ADR     | After Dark support file; AfterDark                                                                                 | ADS     | Ada Package Specification; |
| ADT     | Datafile for cardfile application; HP NewWave                                                                      | ADT     | Dictionary; Lingvo |
| ADT     | Fax; AdTech | ADV     | GUS device driver; Gf166.com                                                                                                  |
| ADX     | Document; Archetype Designer                                                                                       | AF2     | Flowchart; ABC FlowCharter 2.0                                                                                                |
| AF3     | Flowchart; ABC FlowCharter 3.0                                                                                     | AFI     | Truevision bitmap graphics;                                                                                                   |
| AFL     | Font file (for Allways); Lotus 1-2-3                                                                               | AFM     | Datafile for cardfile application; HP NewWave                                                                                 |
| AFM     | Type 1 font metric ASCII data for font installer; ATM - many                                                       | AFP     | Shape palette; ABC FlowCharter                                                                                                |
| AFT     | Template; ABC FlowCharter 3.0                                                                                      | AFW     | Workplace; ABC FlowCharter 3.0                                                                                                |
| AI      | Vector graphics file; Adobe Ilustrator                                                                             | AIF     | see AIFF; |
| AIFC    | Sound; | AIFF    | Audio Interchange Format File (AIFF); Convert (c) Villena                                                                     |
| AiM     | Asm Text Mode Image File; The Ultimate Draw                                                                        | AIN     | Archive; AIN |
| AIO     | APL file transfer format file;                                                                                     | AIS     | Array of Intensity Samples graphics file; Xerox                                                                               |
| AIX     | Datafile for cardfile application; HP NewWave                                                                      | ALG     | Activity Log; ARCSOLO |
| ALL     | ----- (Arts & Letters) symbol and font files; Arts & Letters                                                       | ALL     | Filelist w/ all files; FRQView                                                                                                |
| ALL     | Format file for working pages; Always                                                                              | ALL     | General printer information; WordPerfect for Win                                                                              |
| ALO     | Almanac support file;                                                                                              | ALT     | Menu file; WordPerfect Library                                                                                                |
| AMF     | Music (Advanced Module Format); DMP                                                                                | AMG     | Archive; AMGC |
| AMG     | System image file; ACTOR                                                                                           | AMS     | Adobe Monitor Setup calibration file; PhotoShop                                                                               |
| AMS     | Music format; | ANI     | Animation; IconAuthor |
| ANI     | Animation cursors for Win; Win95 - WinNT                                                                           | ANM     | Animation; Deluxe Paint Animator                                                                                              |
| ANN     | Help Annotations; Windows 3.x                                                                                      | ANS     | ANSI character graphics (animation) file; ANSView                                                                             |
| ANS     | ASCII text ANSI character set; NewWave Write                                                                       | AOL     | America On-line for Windows DLL; Win                                                                                          |
| AOS     | Add-On Software; Nokia 9000                                                                                        | AP      | Archive; WHAP |
| AP      | Datafile; Datalex EntryPoint 90                                                                                    | APC     | Printer driver; Lotus 1-2-3                                                                                                   |
| APD     | Printer driver; Lotus 1-2-3                                                                                        | APF     | Printer driver; Lotus 1-2-3                                                                                                   |
| API     | Adobe Printer Ink file for PhotoShop; PhotoShop                                                                    | API     | Passed parameter file; 1st Reader                                                                                             |
| API     | Printer driver; Lotus 1-2-3                                                                                        | APL     | APL work space format file;                                                                                                   |
| APL     | Support module used by Manugraphics APL products;                                                                  | APM     | Authorware Macintosh; Authorware                                                                                              |
| APP     | Add-in application file; Symphony                                                                                  | APP     | Application; FoxPro |
| APP     | Application object file; dBASE Application Generator                                                               | APP     | Executable application file; DR-DOS - NeXTstep - Atari                                                                        |
| APP     | Generated application; FoxPro                                                                                      | APR     | Employee performance review; Employee Appraiser                                                                               |
| APW     | Authorware Windows; Authorware                                                                                     | APX     | Appexpert database file; Borland C++ 4.5                                                                                      |
| ARC     | Archive; ARC - PKARC/PKXARC - PKPAS - PKUNPAK - QUARK                                                              | ARC     | Archive; SQUASH |
| ARF     | Automatic Response File;                                                                                           | ARH     | Archivers definitions file; DN                                                                                                |
| ARI     | Archive; ARI | ARJ     | Archive; ARJ - ARJZ |
| ARK     | ARC archive; CP/M port of ARC file archiver                                                                        | ARK     | Archive; QUARK |
| ARK     | Managing your Money Archive File;                                                                                  | ARR     | Arrangement; Atari Cubase |
| ART     | First Publisher graphic file; First Publisher                                                                      | ART     | Graphics (scrapbook); Art Import                                                                                              |
| ART     | Graphics format (Another Ray Tracer); PFS:1st publisher - Art Import                                               | ARX     | Archive; ARX |
| ASC     | ASCII text file;                                                                                                   | ASC     | Transport armor file; PGP |
| ASD     | Autosave file; MS Word                                                                                             | ASD     | Presentation; Astound |
| ASD     | Screen driver; Lotus 1-2-3                                                                                         | ASE     | Velvet Studio Sample; AWAVE                                                                                                   |
| ASF     | Datafile; STATGRAPHICS                                                                                             | ASF     | Screen font; Lotus 1-2-3 |
| ASH     | Assembly language header file; TASM 3.0                                                                            | ASI     | ASIC language source; ASIC |
| ASI     | Assembler include file; Turbo C - Borland C++                                                                      | ASM     | Assembler language source; TASM - MASM                                                                                        |
| ASO     | Assembler object (object orientated) file; Turbo Assembler                                                         | ASP     | ASPECT source code file; Procomm Plus                                                                                         |
| ASP     | Association of Shareware Professionals OMBUDSMN.ASP notice;                                                        | AST     | Adobe Color Separtion table for PhotoShop; PhotoShop                                                                          |
| ASW     | Authorware Star; Authorware                                                                                        | AT2     | Auto template; Aldus Persuasion 2.0                                                                                           |
| ATM     | Adobe Type Manager data/info;                                                                                      | ATT     | AT& T Group; GCGW |
| AU      | Sound (audio) file; SUN Microsystems - Convert (c) Villena                                                         | AU      | Sun/NeXT/DEC Audio file; AWAVE, GoldWave                                                                                      |
| AUD     | Audio file; AudioRack                                                                                              | AUX     | Auxiliary dictionary; ChiWriter                                                                                               |
| AUX     | Auxillary references; TeX/LaTeX                                                                                    | AVA     | Publication; Avagio |
| AVB     | AntiViral Toolkit Pro Bases;                                                                                       | AVI     | Audio Video Interleaved animation file; Video for Windows                                                                     |
| AVR     | Audio Visual Research; AWAVE                                                                                       | AVS     | Application Visualization System;                                                                                             |
| AVT     | AVATAR-coding files; A3E                                                                                           | AW      | Text file; HP AdvanceWrite |
| AWA     | Animations Works Accelerated Movie; Animation Works                                                                | AWD     | Microsoft Fax At Work Document; MS Fax At Work                                                                                |
| AWK     | AWK script/program;                                                                                                | AWM     | Animations Works Movie (as .AVI); Animation Works                                                                             |
| AWS     | Data; STATGRAPHICS                                                                                                 |         | |
| B       | Batch list; APPLAUSE                                                                                               | B& W    | Black and white graphics file; atari - mac                                                                                    |
| B& W    | Mono binary screen image; 1st Reader                                                                               | B_W     | Black and white graphics file; atari - mac                                                                                    |
| B1N     | Both mono and color binary screen image; 1st Reader                                                                | B30     | Printer font (JLaser - Cordata); Ventura Publisher                                                                            |
| B8      | Raw graphics file (one byte per pixel) plane two; PicLab                                                           | BAD     | Bad file; Oracle - many |
| BAK     | Backup file; | BAL     | Music score; Ballade |
| BAR     | Horizontal bar menu object file; dBASE Application Generator                                                       | BAR     | Info Bar for GFX2EXE; GFX2EXE                                                                                                 |
| BAS     | BASIC language source; QuickBASIC - GW-BASIC                                                                       | BAT     | Batch file; DOS |
| BB      | Database backup; Papyrus                                                                                           | BBL     | Bibliographic reference file; TeX/BibTeX                                                                                      |
| BBM     | Brush; Deluxe Paint                                                                                                | BBS     | Bulletin Board System announce or text info file;                                                                             |
| BBS     | Hudson-style messagebase; FTN software                                                                             | BCH     | Batch process object file; dBASE Application Generator                                                                        |
| BCH     | Datafile; Datalex EntryPoint 90                                                                                    | BCO     | Outline font description; Bitstream                                                                                           |
| BCP     | Borland C++ makefile;                                                                                              | BCT     | Backup dictionary; Clarion |
| BCW     | Environment settings; Borland C++ 4.5                                                                              | BDC     | Dictionary; Lingvo |
| BDF     | Adobe Glyph Bitmap Distribution Format; Adobe Software                                                             | BDF     | Binary update file; BUPDATE.EXE (c) TNT Techn.                                                                                |
| BDF     | Bitmap Distribution Format font file; X11                                                                          | BDF     | Datafile; Egret |
| BDR     | Border; MS Publisher                                                                                               | BDT     | Dictionary; Lingvo |
| BEZ     | Outline font description; Bitstream                                                                                | BF2     | Bradford 2 font; |
| BFC     | Briefcase Win95; Win95                                                                                             | BFM     | Font metrics; unix/Frame |
| BFX     | Fax; BitFax | BGA     | Bitmap graphics; |
| BGI     | Borland Graphics Interface device driver; Turbo C - Turbo Pascal                                                   | BI      | BASIC include file; Visual Basic                                                                                              |
| BIB     | Bibliography (ASCII);                                                                                              | BIB     | Database - not compatible with TeX format; Papyrus                                                                            |
| BIB     | Literature database; TeX/BibTeX                                                                                    | BIF     | Binary Image Format b& w graphics file; Image Capture board                                                                   |
| BIN     | Binary file, usually zero-start (.com analog);                                                                     | BIN     | SGI Powerflip; |
| BIN     | Text mode memory dump; The Draw - TUD - ACiDDraw - etc                                                             | BIO     | OS2 BIOS; |
| BIT     | Bitmap X11; | BK      | Faxbook; JetFax |
| BK!     | Document backup; WordPerfect for Win                                                                               | BKn     | Timed backup file for document window n; WordPerfect for Win                                                                  |
| BK?     | Backup file; | BKP     | Backup file; Write - TurboVidion DialogDesigner                                                                               |
| BKW     | Mirror image of font set; FontEdit                                                                                 | BLD     | BLoaDable picture; BASIC |
| BLG     | Backup Log; ARCSOLO                                                                                                | BLK     | Temporary file; WordPerfect for Win                                                                                           |
| BM      | BitMap graphics file;                                                                                              | BMK     | Help Bookmarks; Windows 3.x                                                                                                   |
| BMP     | OS/2 or Win graphics format (BitMap Picture); QPeg - CorelDraw - PC Paintbrush - many                              | BMT     | Ami Pro Button; Ami Pro |
| BNK     | Adlib instrument bank file;                                                                                        | BNR     | Graphics Banner; Banner - Poster                                                                                              |
| BOO     | Book-format; READIBM                                                                                               | BOO     | Compressed file ASCII archive created by BOO (msbooasm.arc); msbooasm.arc                                                     |
| BPC     | Chart; Business Plan Toolkit                                                                                       | BPP     | Backup application; Clarion                                                                                                   |
| BPT     | Bitmap fills file; CorelDRAW                                                                                       | BR      | Script; Bridge |
| BRD     | Eagle Layout File;                                                                                                 | BRK     | Fax; Brooktrout Fax-Mail |
| BRK     | The Brake! Mailer REXX script; The Brake!                                                                          | BRL     | CAD; Ballistic Research Laboratory CAD; BRL                                                                                   |
| BS2     | Archive; BS2.EXE                                                                                                   | BSA     | Archive; BSArc |
| BSC     | Compressed Apple II file archive created by BINSCII; BINSCII                                                       | BSC     | Database; Source Browser |
| BSC     | Pwbrmake object file; MS Fortran                                                                                   | BSS     | Casio Phone base; PC-LINK |
| BST     | BiblioTex file (BiblioTex=bibliography file); TeX                                                                  | BSY     | Busy flag; FTN soft |
| BTM     | Batch-to-memory (quick batch); 4dos -ndos                                                                          | BTN     | Makeover Button file; |
| BUFR    | Binary Universal Form for the Representation;                                                                      | BUFR    | Meteorological Data; |
| BUG     | Bugs and Problems;                                                                                                 | BUP     | Backup file; |
| BUT     | Button definitions; Buttons!                                                                                       | BUY     | Datafile format; movie |
| BVn     | Overflow file below insert point in Doc n; WordPerfect for Win                                                     | BWB     | Spreadsheet application; Visual Baler                                                                                         |
| BWR     | Beware (buglist); Kermit                                                                                           | BYU     | BYU Movie; BYU |
| C       | C language source; Watcom C/C++                                                                                    | C       | Unix file archive; COMPACT |
| C--     | C-- language source; Sphinx C--                                                                                    | C++     | C++ language source; |
| C00     | Print file; Ventura Publisher                                                                                      | C01     | Typhoon wave files; AWAVE |
| C86     | C source code file; Computer Innovation C86                                                                        | CA      | Initial cache data for root domain servers; Telnet                                                                            |
| CA?     | Borland packed and splitted file; Borland Installer                                                                | CAB     | Win 95 packed file; Win 95 |
| CAC     | dBASE IV executable when caching on/off (see cachedb.bat);                                                         | CAD     | Document; Drafix Windows CAD                                                                                                  |
| CAL     | Calendar file; Windows 3.x                                                                                         | CAL     | Spreadsheet format; SuperCalc                                                                                                 |
| CALS    | Computer Aided Acquisition and Logistics;                                                                          | CALS    | Support Raster Format; |
| CAM     | Casio Camera; | CAN     | Fax; Navigator Fax |
| CAP     | Caption; Ventura Publisher                                                                                         | CAP     | Capture file; ProComm - Telix                                                                                                 |
| CAS     | C + ASM language source; Turbo C                                                                                   | CAT     | Catalog; CP Backup - dBASE IV                                                                                                 |
| CBC     | Fuzzy logic system; CubiCalc                                                                                       | CBL     | COBOL source code file; |
| CBM     | Compiled bitmap graphics; XLib                                                                                     | CBS     | MasterWord button bar configuration file;                                                                                     |
| CBT     | Computer Based Training; many                                                                                      | CC      | C++ source code file; |
| CC      | CC language source; CC                                                                                             | CCC     | Bitmap graphics (native format); Curtain Call                                                                                 |
| CCF     | Communications configuration file; Symphony                                                                        | CCH     | Chart; CorelChart |
| CCITT   | CCITT Group 3 and Group 4 Encoding;                                                                                | CCL     | Communication Command Language file; Intalk                                                                                   |
| CCO     | BTX Graphics file; XBTX                                                                                            | CD      | CD description; DN |
| CDA     | CD-Audio; Win95 | CDB     | Card database; CardScan |
| CDB     | Main database; TCU Turbo C Utilities                                                                               | CDF     | Common Data Format; |
| CDF     | Cyberspace Description Format;                                                                                     | CDF     | Graphics; netcdf |
| CDK     | Document; Atari Calamus                                                                                            | CDL     | CADKey CADL Language; CADKey                                                                                                  |
| CDM     | Disk Drivers NPA; Novell NetWare                                                                                   | CDM     | Music format (compressed); |
| CDR     | Vector graphics format (drawing); CorelDraw!                                                                       | CDT     | Corel Draw Template File; CorelDraw!                                                                                          |
| CDX     | Compaund index file; FoxPro                                                                                        | CE      | Computer Eyes; Conversion Artist                                                                                              |
| CE      | Main.ce; The FarSide Computer Calendar                                                                             | CEB     | Cont. Edge Bitmap; Conversion Artist                                                                                          |
| CEF     | CA-Clipper Workbench Application; CA Clipper                                                                       | CEF     | Export File; |
| CEG     | Bitmap graphics; Tempra Show - Edsun Continuous Edge Graphics                                                      | CEL     | Animation CEL; 3D Studio |
| CEL     | Graphics; Autodesk Animator - Lumena                                                                               | CF      | Configuration file; imake |
| CFG     | Configuration file;                                                                                                | CFL     | Chart; CorelFLOW |
| CFN     | Font data; Atari Calamus                                                                                           | CFO     | C Form Object internal format object file; TCU Turbo C Utilities                                                              |
| CFP     | Fax; The Complete Fax Portable                                                                                     | CFT     | CFast graphics file; Disney Animation Studio                                                                                  |
| CGA     | CGA display font; Ventura Publisher                                                                                | CGI     | Common Gateway Interface script;                                                                                              |
| CGM     | Computer Graphics Metafile vector graphics; A& L - HG - many                                                       | CH      | Clipper language header; CA Clipper                                                                                           |
| CH3     | Chart; Harvard Graphics 3.0                                                                                        | CH4     | Presentation; Charisma 4.0 |
| CHD     | Font descriptor; FontChameleon                                                                                     | CHI     | ChiWriter Document; ChiWriter - Chiview                                                                                       |
| CHK     | Recovered data; DOS CHKDSK                                                                                         | CHK     | Temporary file; WordPerfect for Win                                                                                           |
| CHL     | Configuration History Log;                                                                                         | CHN     | Data; Ethnograph 3 |
| CHP     | Chapter file; Ventura Publisher                                                                                    | CHR     | Character set; Turbo C - Turbo Pascal                                                                                         |
| CHT     | Chart; Harvard Graphics 2.0 - SoftCraft Presenter                                                                  | CHT     | CHeaT in any program/game; many                                                                                               |
| CHT     | Interface file for ChartMaster; dBASE                                                                              | CHZ     | Archive; CHARC |
| CIF     | Caltech Intermediate Format graphics file;                                                                         | CIF     | Chapter information; Ventura Publisher                                                                                        |
| CiM     | C Text Mode Image File; The Ultimate Draw                                                                          | CIX     | Database index; TCU Turbo C Utilities                                                                                         |
| CKB     | Borland C++ 4.x editor keystroke mapping; BCW.EXE                                                                  | CL      | COMMON LISP source code file;                                                                                                 |
| CLA     | Source; Clarion | CLD     | Clipper debugger configuration file; CA Clipper                                                                               |
| CLP     | Clip art graphics file; Quattro Pro                                                                                | CLP     | Clipboard file; Windows 3.x                                                                                                   |
| CLP     | Compiler responce file; CA Clipper                                                                                 | CLP     | Graphics format; PCPAINT/Pictor                                                                                               |
| CLR     | Color binary screen image; 1st Reader                                                                              | CLR     | Color definitions; Photostyler                                                                                                |
| CLR     | Color scheme; Boxer/2                                                                                              | CLR     | Palette file for GIS format;                                                                                                  |
| CLS     | C++ class definition file;                                                                                         | CLW     | MFC Class Wizard information; MS VC++                                                                                         |
| CM      | Data file; CraftMan                                                                                                | CMB     | Xtree for Windows Button Bar file;                                                                                            |
| CMD     | Command; dBASE - Waffle                                                                                            | CMD     | External command menu; 1st Reader                                                                                             |
| CMD     | OS/2 batch/REXX file; OS/2                                                                                         | CMF     | FM-music file (Creative Music File);                                                                                          |
| CMK     | Card; Card Shop Plus                                                                                               | CMM     | CMM script (batch) file; CEnvi                                                                                                |
| CMP     | Bitmap graphics (Lead CMP compression);                                                                            | CMP     | Compressed data; PKWare Inc. data compression library                                                                         |
| CMP     | Header file for PostScript printer files; CorelDRAW                                                                | CMP     | Photofinish Calibration Map; Photofinish                                                                                      |
| CMP     | User dictionary; MS Word for DOS                                                                                   | CMU     | Carnegie Mellon University Formats;                                                                                           |
| CMV     | Animation (CorelMove CorelDraw 4.0); CorelMove CorelDraw 4.0                                                       | CNC     | CNC general program data; |
| CNF     | Configuration (program - printer setup); program - printer setup                                                   | CNF     | Configuration file; |
| CNV     | Temporary file; WordPerfect for Win                                                                                | CNV     | Winword DLL used as part of an import operation (CNV=convertor); MS Word                                                      |
| COB     | Calgari trueSpace2 File Format;                                                                                    | COB     | COBOL source code file; |
| COD     | Code definition table; UUPC                                                                                        | COD     | Datafile; Forecast Plus - MS Multiplan - StatPac Gold                                                                         |
| COD     | file uncluding CODES for any program/game; many                                                                    | COD     | Printer code definition file; Boxer/2                                                                                         |
| COD     | Program compiled code; FORTRAN                                                                                     | COD     | Template source file; dBASE Application Generator                                                                             |
| COD     | Videotext file; | COL     | Color palette; Autodesk Animator - many                                                                                       |
| COL     | Spreadsheet; MS Multiplan                                                                                          | COM     | Command (memory image of executable program); DOS                                                                             |
| CON     | Configuration file; Simdir                                                                                         | CPC     | Compressed image; Cartesian Perceptual Compression                                                                            |
| CPD     | Script; Complaints Desk                                                                                            | CPF     | Fax; The Complete Fax |
| CPI     | ColorLab Processed Image bitmapped graphics file;                                                                  | CPI     | MS-DOS codepage file; MODE.EXE                                                                                                |
| CPL     | Control panel file; Windows 3.x                                                                                    | CPL     | Presentation; Compel |
| CPP     | C++ language source; Watcom C/C++                                                                                  | CPP     | Presentation; CA-Cricket Presents                                                                                             |
| CPR     | Knowledge Access; GCGW                                                                                             | CPS     | ----- backup of startup files by QEMM (?) autoexec.cps;                                                                       |
| CPT     | Encrypted memo file; dBASE                                                                                         | CPT     | Mac file archive; COMPACT PRO                                                                                                 |
| CPT     | Template; CA-Cricket Presents                                                                                      | CPZ     | Music text file; COMPOZ |
| CRA     | Advanced crack file (usually text);                                                                                | CRD     | Cardfile; Windows 3.x - YourWay                                                                                               |
| CRF     | Cross-reference; MS MASM - Zortech C++                                                                             | CRK     | Crack file (usually text); |
| CRP     | Encrypted database; dBASE IV                                                                                       | CRS     | File Conversion Resource; WordPerfect 5.1                                                                                     |
| CRT     | Terminal settings information; Oracle                                                                              | CRU     | Compressed file archive created by CRUSH;                                                                                     |
| CSG     | Graph; Statistica/w                                                                                                | CSM     | Borland C++ 4.x precompiled header file; BCW.EXE                                                                              |
| CSP     | PC Emcee Screen Image file; Computer Support Corporation                                                           | CSS     | Datafile; CSS - Stats+ |
| CSS     | Datasheet; Statistica/w                                                                                            | CSV     | Adjusted EGA/VGA palette; CompuShow                                                                                           |
| CSV     | Comma Separated Values text file format (ASCII);                                                                   | CTC     | Control file; PC Installer |
| CTF     | Character code translation file; Symphony                                                                          | CTL     | Control file; dBASE IV - Aldus Setup                                                                                          |
| CTX     | Ciphertext file; Pretty Good Privacy RSA System                                                                    | CTX     | Course TeXt file; some Microsoft online guides                                                                                |
| CUF     | C Utilities Form definition; TCU Turbo C Utilities                                                                 | CUR     | Windows resource (cursor image file); Resource Workshop - WRT - Watcom Resource Editor                                        |
| CUT     | Graphics format (bitmapped graphics); dr.Halo                                                                      | CV4     | Color file; CodeView |
| CVP     | Cover page; WinFax                                                                                                 | CVS     | Graphics; Canvas |
| CVT     | Backup file for CONVERTed database file; dBASE IV                                                                  | CVW     | Color file; CodeView |
| CWEB    | C Web; | CXX     | C++ source code file; Zortech C++                                                                                             |
| DAT     | Data file in special format or ASCII;                                                                              | DAT     | Database file; Clarion |
| DB      | Сonfiguration; dBASE IV - dBFast                                                                                   | DB      | Вatabase file; Paradox - XTreeGold - dbvista                                                                                  |
| DB      | Multi Edit config; ME                                                                                              | DB$     | Temperature debug info; Clarion Modula-2                                                                                      |
| DB$     | Temporary file; dBASE                                                                                              | DB2     | Database; dBASE II |
| DB3     | Database; dBASE III                                                                                                | DBA     | Database file; Turbo Prolog - DataEase                                                                                        |
| DBD     | Business data; Business Insight                                                                                    | DBD     | Debug info; Clarion Modula-2                                                                                                  |
| DBF     | Database file; dBASE III/IV - FoxPro - dBFast - DataBoss                                                           | DBG     | Debugger script; DOS debug - Watcom debuger                                                                                   |
| DBG     | Symbolic debugging information; MS C/C++                                                                           | DBK     | Database backup; dBASE IV |
| DBM     | Datafile; DataEase                                                                                                 | DBM     | Menu template; DataBoss |
| DBO     | Compiled program; dBASE IV                                                                                         | DBS     | Data file used by Managing Your Money;                                                                                        |
| DBS     | Database in SQL Windows format;                                                                                    | DBS     | Datafile; PRODAS |
| DBS     | Printer description file; MS Word - Works                                                                          | DBT     | FoxBASE+ style memo; FoxPro                                                                                                   |
| DBT     | Memo file for database w/same name; dBASE IV - dBFast                                                              | DBW     | Windows file; DataBoss |
| DBX     | DataBeam; GCGW | DCA     | Document Content Architecture text file; IBM DisplayWrite                                                                     |
| DCF     | Disk image file;                                                                                                   | DCL     | Delphi Control Library; Borland Delphi                                                                                        |
| DCM     | DCM music module; AWAVE                                                                                            | DCP     | OS/2 device code page; OS/2                                                                                                   |
| DCS     | Bitmap graphics (CYMK format); QuarkXPress                                                                         | DCS     | Datafile; ACT! Activity Files                                                                                                 |
| DCT     | Dictionary: used by many programs with program dependent format; Clarion                                           | DCT     | Spell checking dictionary; Harvard Graphics 3.0 - Symphony                                                                    |
| DCU     | Delphi unit (compiled); Borland Delphi                                                                             | DCX     | Multi-page PCX graphics (common fax format); Intel - SpectraFAX                                                               |
| DD      | Macintosh file archive; DISKDOUBLER                                                                                | DDB     | Bitmap graphics; |
| DDI     | Disk image; DiskDupe                                                                                               | DDP     | Device Driver Profile file; OS/2                                                                                              |
| DEB     | DEBUG script; DOS Debug                                                                                            | DEF     | Assembly header file; Geoworks                                                                                                |
| DEF     | Defaults - definitions;                                                                                            | DEF     | Linker definition file; TLink - WLink...                                                                                      |
| DEM     | Demonstration; | DEM     | Digital Elevation Model; |
| DEM     | Graphics file; VistaPro                                                                                            | DEM     | Vista DEM file; Meta.exe VP3                                                                                                  |
| DES     | Ascii text parameter description; AWAVE                                                                            | DEV     | Device driver; |
| DFD     | Data Flow Diagram graphic file; Prosa                                                                              | DFI     | Outline font description; Digifont                                                                                            |
| DFL     | Default program settings; Signature                                                                                | DFM     | Data Flow Diagram model file; Prosa                                                                                           |
| DFM     | Delphi form module; Borland Delphi                                                                                 | DFS     | Delight Sound File; |
| DFV     | Printing form (Word); MS Word                                                                                      | DFX     | Micrografx Effects DLL; |
| DGN     | Graphics file; MicroStation                                                                                        | DGS     | Diagnostics; |
| DH      | Dependency information for .ph; Geoworks                                                                           | DHP     | Dr. Halo PIC Format graphics file; Dr. Halo II - III                                                                          |
| DHT     | Datafile; Gauss | DIA     | Diagraph graphics file; Computer Support Corporation                                                                          |
| DIB     | "Device Independent Bitmap; rarely used Windows 3.0 bitmap"; Win - OS/2                                            | DIC     | Dictionary (e.g. from WinWord);                                                                                               |
| DIF     | Borland patch data file; Borland patch                                                                             | DIF     | Data Interchange Format; Visicalc                                                                                             |
| DIF     | OS/2 V2.2 Display Information File; OS/2                                                                           | DIF     | Output from Diff command - script for Patch command;                                                                          |
| DIG     | Digilink; AWAVE | DIG     | Sound Designer 1 audio file; AWAVE                                                                                            |
| DIP     | Graphics; | DIP     | Watcom debug info processor; WatcomDebugger                                                                                   |
| DIR     | Dialing directory file; Procomm Plus                                                                               | DIR     | Directory file; VAX - CPS Backup                                                                                              |
| DIR     | Movie; MacroMind Director 4.x                                                                                      | DIS     | Distribution file; VAX Mail                                                                                                   |
| DIS     | Thesaurus; CorelDraw                                                                                               | DIZ     | Description file (Description In Zip);                                                                                        |
| DKB     | Raytraced graphics; DKBTrace                                                                                       | DL      | Animation format (Italian origin); Display - DL Viewer                                                                        |
| DLD     | -----; Lotus 1-2-3                                                                                                 | DLG     | Dialog resource script file; MS Windows SDK                                                                                   |
| DLG     | Dialog resources; DN                                                                                               | DLG     | Digital Line Graph; |
| DLG     | Windows SDK dialog editor data file;                                                                               | DLL     | Dynamic Link Library; Windows 3.x - OS/2                                                                                      |
| DLL     | Export/import filter; CorelDRAW                                                                                    | DLS     | Setup; Norton Disklock |
| DMF     | Music format (Delusion Digital Music File); Delusion                                                               | DMO     | Demo; Derive |
| DMP     | Dump file (eg. screen or memory);                                                                                  | DMS     | Amiga file archive; DISKMASHER                                                                                                |
| DOC     | ASCII doc file; | DOC     | WinWord native file; MS Word                                                                                                  |
| DOG     | Screen file; Laughing Dog Screen Maker                                                                             | DOH     | Dependency information for .poh; Geoworks                                                                                     |
| DOS     | External command file; 1st Reader                                                                                  | DOS     | Network driver (eg. pkt_dis.dos);                                                                                             |
| DOS     | OS/2 V3 SVGA PMI-File; Svga.exe                                                                                    | DOS     | Something for MS-DOS (e.g. msdos.dos); Win95                                                                                  |
| DOS     | Text file containing DOS specific info;                                                                            | DOT     | Line-type definition file; CorelDRAW                                                                                          |
| DOT     | MS Word document template; MS Word                                                                                 | DOX     | Text file; MultiMate 4.0 |
| DOZ     | Description Out of Zip; VENDINFO                                                                                   | DP      | Calendar file; Daily Planner                                                                                                  |
| DP      | Data file; DataPhile                                                                                               | DPR     | Default project- and state-related information; Borland C++ - Delphi - C                                                      |
| DPX     | Digital Moving Picture Exchange;                                                                                   | DRP     | Web3D File; Web3D |
| DRS     | Display Resource; WordPerfect for Win                                                                              | DRV     | Driver; |
| DRW     | DRaW file; Windows Draw, Designer - Micrografx (now Corel)                                                         | DRW     | DRaW file; iGrafx Business, iGrafx Designer and other iGrafx - iGrafx                                                         |
| DS4     | Vector graphics; Micrografx (now Corel) Designer 4.x                                                               | DSC     | Discard file; Oracle |
| DSC     | Description file;                                                                                                  | DSF     | Database; DataShaper |
| DSF     | DeSigner File; Micrografx, iGrafx, Corel                                                                           | DSF     | Delusion Digital Sound File; Delusion                                                                                         |
| DSK     | Desktop configuration; BP - DN - BC++ - TP                                                                         | DSK     | Disk Drivers; Novell NetWare                                                                                                  |
| DSM     | Digital Sound Module; DSI                                                                                          | DSN     | Design; Object System Designer                                                                                                |
| DSP     | Display parameters; Signature                                                                                      | DSP     | Dynamic Studio Professional Module; Dynamic Studio                                                                            |
| DSP     | Graphics display driver; Dr.Halo                                                                                   | DSP     | Norton viewer DLL; Win |
| DSR     | Driver Resource; WordPerfect for Win                                                                               | DSS     | Screensaver file; DCC |
| DSS     | Sound; Digital Soup                                                                                                | DST     | WAIN (Scanner spec) data source DLL; Win                                                                                      |
| DSW     | Borland C++ 4.x desktop layout file; BCW.EXE                                                                       | DT_     | Data fork of a Macintosh file; Mac-ette                                                                                       |
| DTA     | Data file; Turbo Pascal - PC-File - Stata                                                                          | DTF     | Database file; PFS - Q& A |
| DTM     | DigiTrekker music module; AWAVE                                                                                    | DTP     | Document; Timeworks Publisher3                                                                                                |
| DTP     | Page Magic 2.0 publication; Page Magic 2.0                                                                         | DTP     | Publication; Publish-It! |
| DVC     | Data; Lotus 1-2-3                                                                                                  | DVI     | DeVice Independent document; TeX                                                                                              |
| DVP     | DESQView run-file; DESQView                                                                                        | DVP     | Device parameter file; AutoCAD                                                                                                |
| DW2     | Drawing; DesignCAD for windows                                                                                     | DWB     | Coryphaeus Software Designers Workbench; CSD                                                                                  |
| DWC     | Archive; DWC | DWD     | DiamondWare Digitized file; AWAVE                                                                                             |
| DWG     | Drawing; AutoCAD - Drafix                                                                                          | DX      | Text file; DEC WPS/DX format - DEC WPS Plus                                                                                   |
| DXF     | Drawing Interchange File Format vector graphics (AutoCAD); AutoCAD                                                 | DXN     | Fax; Fujitsu dexNET |
| DYN     | Data; Lotus 1-2-3                                                                                                  |         | |
| EAS     | Extended file attributes; OS/2                                                                                     | EBJ     | Error-checking object file; Geoworks                                                                                          |
| EC      | Error checking preprosessed Goc source code; Geoworks                                                              | ED5     | EDMICS; GCGW |
| EDA     | Ensoniq ASR disk image; AWAVE                                                                                      | EDE     | Ensoniq EPS disk image; AWAVE                                                                                                 |
| EDK     | Ensoniq KT disk image; AWAVE                                                                                       | EDL     | EDL; Premiere |
| EDQ     | Ensoniq sq1,2/ks32 disk image; AWAVE                                                                               | EDS     | Ensoniq SQ80 disk image; AWAVE                                                                                                |
| EDT     | Default settings; VAX Edt editor                                                                                   | EDT     | Ensoniq TS disk image; AWAVE                                                                                                  |
| EDT     | External editors definitions; DN                                                                                   | EDV     | Ensoniq VFX-SD disk image; AWAVE                                                                                              |
| EEB     | Button bar for Equation Editor; WordPerfect for Win                                                                | EFA     | Ensoniq ASR file; AWAVE |
| EFE     | Ensoniq EPS file; AWAVE                                                                                            | EFE     | Ensoniq EPS instrument file; AWAVE                                                                                            |
| EFK     | Ensoniq KT file; AWAVE                                                                                             | EFQ     | Ensoniq SQ1/SQ2/KS32 file; AWAVE                                                                                              |
| EFS     | Ensoniq SQ80 file; AWAVE                                                                                           | EFT     | Ensoniq TS file; AWAVE |
| EFT     | High resolution screen font; ChiWriter                                                                             | EFV     | Ensoniq VFX-SD file; AWAVE |
| EFX     | Fax; Everex EFax                                                                                                   | EGA     | EGA display font; Ventura Publisher                                                                                           |
| EKA     | Internal data files; Borland's Eureka                                                                              | EL      | ELISP source code file; Emacs lisp                                                                                            |
| ELC     | Compiled ELISP code; Emacs lisp                                                                                    | ELI     | Archive; ELI |
| ELT     | Event list text file; Prosa                                                                                        | EMD     | ABT Extended MoDule; AWAVE |
| EMD     | ABT Extended MoDule; AWAVE                                                                                         | EMF     | Microsoft Enhanced Metafile;                                                                                                  |
| EMU     | Terminal emulation data; BITCOM                                                                                    | ENC     | Encoded file - UUENCODEd file; Lotus 1-2-3 - uuexe515.exe                                                                     |
| ENC     | Music; Encore | END     | Arrow-head definition file; CorelDRAW                                                                                         |
| ENFF    | Extended Neutral File Format;                                                                                      | ENG     | Dictionary engine; Sprint |
| ENG     | English documentation;                                                                                             | ENG     | Graphics file (charting); EnerGraphics                                                                                        |
| ENV     | Envelope or Environments;                                                                                          | ENV     | Enveloper macro; WOPR |
| ENV     | Environment file; WordPerfect for Win                                                                              | EPD     | Publication; Express Publisher                                                                                                |
| EPI     | Document; Express Publisher                                                                                        | EPI     | Encapsulated PostScript graphic file;                                                                                         |
| EPS     | Encapsulated PostScript (Graphics format); CorelDraw - PhotoStyler - PMView - Adobe Illustrator - Ventua Publisher | EQN     | Equation filE; WordPerfect for Win                                                                                            |
| ERD     | Entity Relationship Diagram graphic file; Prosa                                                                    | ERM     | Entity Relationship Diagram model file; Prosa                                                                                 |
| ERR     | Compiler/linker error report;                                                                                      | ESH     | Extended Shell batch file; |
| ETH     | Document; Ethnograph 3                                                                                             | ETX     | Structure-enhanced text for some ascii text browsers;                                                                         |
| EUI     | Ensoniq EPS family CD image; AWAVE                                                                                 | EVT     | Events descriptions; |
| EVY     | Document; WordPerfect Envoy                                                                                        | EWD     | Document; Express Publisher for Windows                                                                                       |
| EX3     | Device driveR; Harvard Graphics 3.0                                                                                | EXC     | Exclude file for Optimize (do not process) (QEMM); QEMM                                                                       |
| EXC     | REXX source code file; VM/CMS                                                                                      | EXE     | Directly executable program; DOS                                                                                              |
| EXM     | MSDOS executable, system-manager compliant (HP calculator); HP calculator                                          | EXP     | Protected mode EXE by PharLap Software; PharLap                                                                               |
| EXT     | Extensions descriptions file;                                                                                      | EXX     | Intermediate file by MsgPut; IBM LinkWay                                                                                      |
| EZF     | Fax; Calculus EZ-Fax                                                                                               |         | |
| F       | Archive; FREEZE | F       | Fortran language source file; NDP Fortran                                                                                     |
| Fnn     | DOS screen text font - height nn pixels; fntcol13.zip                                                              | F01     | Fax; perfectfax |
| F2R     | Farandole Linear Module; Farandole                                                                                 | F3R     | Farandole Blocked Linear Module; Farandole                                                                                    |
| F77     | FORTRAN 77 source code file;                                                                                       | F96     | Fax; Frecom FAX96 |
| FAC     | see FACE; | FACE    | Usenix FACE graphics file; |
| FAQ     | Frequently Asked Questions text file;                                                                              | FAR     | Music format (Farandole Composer Module); Farandole                                                                           |
| FAS     | Macsyma compiled program;                                                                                          | FAX     | Fax (raster graphics in CCITT format); most Fax programs                                                                      |
| FBM     | Fuzzy Bitmap; | FC      | Spell checking dictionary; Harvard Graphics 2.0                                                                               |
| FCM     | Binary file patch file (forward compression); jlpak10.zip                                                          | FD      | Declaration file; MS Fortran                                                                                                  |
| FD      | Field offsets for compiler; DataFlex                                                                               | FD      | Front Door' resource files; FD                                                                                                |
| FDW     | Form; F3 Design and Mapping                                                                                        | FEB     | Button bar for Figure Editor; WordPerfect for Win                                                                             |
| FEI     | Fatal Error Infotable; Geoworks                                                                                    | FF      | Intelligont FIAS format; |
| FF      | Outline font description; Agfa Compugraphics                                                                       | FFF     | Fax; defFax |
| FFI     | Atech FastFont (AllType);                                                                                          | FFIVW   | File Format for the Interchange of Virtual Worlds;                                                                            |
| FFT     | DCA/FFT Final Form Text text file; DisplayWrite                                                                    | FFT     | Dca/FFT Final Form Text text file (DisplayWrite);                                                                             |
| FH3     | Vector graphics; Aldus FreeHand 3.x                                                                                | FH4     | Vector graphics; Aldus FreeHand 3.x                                                                                           |
| FI      | Interface file; MS Fortran                                                                                         | FIF     | Fractal Image Format file; |
| FIL     | File template; Application Generator                                                                               | FIL     | Filelist; |
| FIL     | Files list object file; dBASE Application Generator                                                                | FIL     | Mirror.FIL is the name given to the saved FAT by the mirror program included in some versions of DOS and in PCTools; MS-DOS - |
| FIL     | Overlay; WordPerfect                                                                                               | FIN     | Print-formatted text file; Perfect Writer - Scribble - MINCE                                                                  |
| FIO     | Aldus PhotoStyler graphics filter;                                                                                 | FIO     | Image PALS viewer DLL; |
| FIT     | File Index Table; WindowsNT                                                                                        | FIT     | see FITS; |
| FITS    | Flexable Image Transport System;                                                                                   | FIX     | Patch file; |
| FKY     | Macro file; FoxPro                                                                                                 | FLB     | Format library; Papyrus |
| FLC     | Animation format FLIC > 320x200; AAPlay - Autodesk AniPro                                                          | FLD     | Folder; Charisma |
| FLI     | Animation format FLIC 320x200; Autodesk Animator                                                                   | FLI     | TeX font library; EmTeX |
| FLM     | Film Roll; AutoCAD/AutoShade                                                                                       | FLT     | Data/file conversion filter (or overlay); Alsud - MS Word                                                                     |
| FLT     | Filter file; Micrografx Picture Publisher                                                                          | FLT     | MultiGen Flight; |
| FLT     | Support file - graphics filter; Asymetrix ToolBook                                                                 | FLX     | Animation format; |
| FLX     | Compiled binary; DataFlex                                                                                          | FM      | Spreadsheet; FileMaker Pro |
| FM1     | Spreadsheet; Lotus 1-2-3 release 2.x                                                                               | FM3     | Device driver; Harvard Graphics 3.0                                                                                           |
| FM3     | Spreadsheet; Lotus 1-2-3 release 3.x                                                                               | FMB     | File Manager Button bar; WordPerfect for Win                                                                                  |
| FMF     | Font or icon file; IBM LinkWay                                                                                     | FMK     | Makefile; Fortran PowerStation                                                                                                |
| FMO     | Compiled format file (dBASE IV); dBASE IV                                                                          | FMT     | Format file; dBASE IV - FoxPro - Clipper 5 - dBFast                                                                           |
| FMT     | Gate3 format file;                                                                                                 | FMT     | Style sheet; Sprint |
| FMV     | Full Motion Video file;                                                                                            | FN3     | Font file; Harvard Graphics 3.0                                                                                               |
| FND     | Files searching properties; Win95                                                                                  | FNK     | FunkTracker music module; AWAVE, FunkTracker                                                                                  |
| FNT     | Font file; many | FNX     | Inactive font; Exact |
| FO1     | Font file; Borland Turbo C                                                                                         | FO2     | Font file; Borland Turbo C |
| FOG     | Fontographer Database File; Fontographer3.5                                                                        | FOL     | Folder of saved messages; 1st Reader                                                                                          |
| FON     | Log of all calls; Procomm Plus                                                                                     | FON     | Terminate phonebook; Terminate - Terminator - Telix                                                                           |
| FON     | Windows bitmapped font file; Win                                                                                   | FONT    | Font data; unix |
| FOP     | Freedom of the Press graphic file;                                                                                 | FOR     | Form; WindowBase |
| FOR     | Fortran language source file; MS Fortran - Watcom Fortran                                                          | FOT     | Installed Truetype font; Windows Font Installer                                                                               |
| FOX     | Foxbase executable (precompiled .prg); FoxBase                                                                     | FP      | Configuration file; FoxPro |
| FPC     | Catalog; FoxPro | FPD     | TMT Pascal compiled unit; TMT Pascal                                                                                          |
| FPT     | Foxpro memo field tables; FoxPro                                                                                   | FPW     | Floorplan drawing; FloorPLAN plus for Windows                                                                                 |
| FR?     | Packed mail; FTN software                                                                                          | FR3     | Renamed dBASE III+ form file; dBASE IV                                                                                        |
| FRF     | FontMonger Database file; FontMonger                                                                               | FRG     | Uncompiled report file; dBASE IV;                                                                                             |
| FRL     | GP-Forth library; GP-Forth;                                                                                        | FRM     | Registration or other form; ;                                                                                                 |
| FRM     | Report file; dBASE IV - Clipper 5 - dBFast;                                                                        | FRM     | Visual Basic Form; Visual Basic;                                                                                              |
| FRO     | Compiled report file; dBASE IV;                                                                                    | FRP     | Form; PerForm PRO Plus - FormFlow;                                                                                            |
| FRS     | Screen Font Resource; WordPerfect for Win;                                                                         | FRT     | Additional (FPT) report description file; FoxPro;                                                                             |
| FRT     | GP-Forth source file; GP-Forth;                                                                                    | FRX     | Main (DBF) report description file; FoxPro;                                                                                   |
| FRX     | Visual Basic binary program file; Visual Basic;                                                                    | FSL     | Form; Paradox for Windows; |
| FSM     | Farandole Composer WaveSample; Farandole;                                                                          | FST     | Linkable program; dBFast; |
| FSX     | Data; Lotus 1-2-3;                                                                                                 | FTM     | Font file; Micrografx |
| FTP     | Configuration; FTP Software PC/TCP                                                                                 | FW      | Database; FrameWork |
| FW2     | Database; Framework II                                                                                             | FW3     | Database; Framework III |
| FWEB    | Fortran WEB; | FX      | On-line guide; FastLynx |
| FXD     | Phonebook; FAXit                                                                                                   | FXP     | Foxpro executable (precompiled .prg); FoxPro                                                                                  |
| FXS     | FAX Transmit Format graphics file; WinFax                                                                          |         | |
| G       | Data chart; APPLAUSE                                                                                               | G16     | GoldED for DOS compiled config; GOLDED.EXE                                                                                    |
| G8      | Raw graphics file (one byte per pixel) plane three; PicLab - Cubicomb Picturemaker                                 | GAM     | Fax; GammaFax |
| GBL     | Global definitions; VAXTPU editor                                                                                  | GBL     | Global module in Basic programs;                                                                                              |
| GC1     | Lisp source code; Golden Common Lisp 1.1                                                                           | GC3     | Lisp source code; Golden Common Lisp 1.3                                                                                      |
| GCA     | IBM GOCA; GCGW | GCD     | Graphics; |
| GDF     | Dictionary file; GEOS                                                                                              | GDS     | McDonnell-Douglas Things; |
| GE      | GEcho config file; GEcho                                                                                           | GED     | EDITOR's native file format; Arts & Letters                                                                                   |
| GED     | GoldED for DOS compiled config file; GOLDED.EXE                                                                    | GED     | Graphics editor file; EnerGraphics                                                                                            |
| GEM     | Vector graphics file; GEM - Ventura Publisher                                                                      | GEN     | Compiled template; dBASE Application Generator                                                                                |
| GEN     | Generated text; Ventura Publisher                                                                                  | GEO     | Geode; Geoworks |
| GEO     | GEOS specific file (application); GEOS                                                                             | GEO     | GoldED for OS/2 compiled config file; GED2.EXE                                                                                |
| GEX     | GEcho config file; GEcho                                                                                           | GFB     | Compressed GIF image created by GIFBLAST; gifblast.exe                                                                        |
| GFO     | SGI Radiosity; | GFT     | Font; NeoPaint |
| GFT     | GEM-translator font file;                                                                                          | GFX     | Instant Artist graphics Files; Instant Artist                                                                                 |
| GFX     | PCBoard @X-coded colorful text; GFX2COM - GFX2EXE                                                                  | GIB     | Chart; Graph-in-the-Box |
| GID     | Help index; windows 95 help                                                                                        | GIF     | Compuserves' Graphics Interchange Format (bitmapped graphics); QPeg - Display - CompuShow                                     |
| GIW     | Presentation; Graph-in-the-Box for Windows                                                                         | GKH     | Ensoniq Disk Image (VFX, SD, EPS, ASR, TS); Ensoniq                                                                           |
| GKS     | Graphics Kernel System;                                                                                            | GL      | Animation; GRASP GRAphical System for Presentation                                                                            |
| GL      | Animation format; grasprt.exe, PV                                                                                  | GLB     | Global module in Basic programs;                                                                                              |
| GLM     | Datafile; Glim | GLO     | Global module in Basic programs;                                                                                              |
| GLS     | Datafile; Across                                                                                                   | GLY     | Winword Glossary; MS Word |
| GMF     | CGM graphics file; APPLAUSE                                                                                        | GMP     | Geomorph tile map; SPX |
| GOC     | Goc source code file; Geoworks                                                                                     | GOE     | GOES graphic file; |
| GOH     | Goc header file; Geoworks                                                                                          | GP      | Geode parameter file; Geoworks Glue                                                                                           |
| GPH     | Graph; Lotus 1-2-3/G                                                                                               | GPK     | Omnigo program package; |
| GR2     | Screen driver; Windows 3.x                                                                                         | GRA     | Datafile; SigmaPlot |
| GrADS   | Metafile; | GRASP   | Graphical System for Presentation;                                                                                            |
| GRB     | MS-DOS Shell Monitor file; MS-DOS 5                                                                                | GRD     | Drivers for GRX (graphics library); GRX (c) Free Soft. Found.                                                                 |
| GRF     | Graph file; Graph Plus - Charisma                                                                                  | GRIB    | Gridded Binary; |
| GRN     | Drivers for GRX (graphics library); GRX (c) Free Soft. Found.                                                      | GRP     | Group file; Windows 3.x - Papyrus                                                                                             |
| GRP     | Pictures group; PixBase                                                                                            | GRY     | Graphics format (RAW GREYz);                                                                                                  |
| GS1     | Presentation; GraphShow                                                                                            | GSD     | Vector graphics; Professional Draw                                                                                            |
| GSM     | Raw GSM 6.10 audio stream; AWAVE                                                                                   | GSW     | Worksheet; GraphShow |
| GUP     | -----; PopMail | GV      | GrandView outline file; |
| GXL     | Graphics library; Genus                                                                                            | GZ      | Archive; GNU zip - WinZipNT                                                                                                   |
| H       | Header file (usually C language); Watcom C/C++                                                                     | H--     | C-- language header; Sphinx C--                                                                                               |
| H!      | On-line help file; Flambeaux Help! Display Engine                                                                  | H!      | Pertext database; HELP.EXE |
| H++     | Header file; C++                                                                                                   | HA      | Archive; HA |
| HAL     | Data file; Hyper Access Lite OS/2                                                                                  | HAM     | Disk Drivers NPA; Novell NetWare                                                                                              |
| HAP     | Archive; HAP3 | HBK     | MathCAD handbook; MathCAD |
| HC      | Header file; | HDF     | Help file; Help Development Kit                                                                                               |
| HDF     | Hierarchical Data File graphics file; SDSC Image Tools                                                             | HDL     | Alternate download file listing; Procomm Plus                                                                                 |
| HDR     | Datafile; Egret | HDR     | Message header text; Procomm Plus - 1st Reader                                                                                |
| HDR     | PC-File+ Database header;                                                                                          | HDR     | SPOT image file; |
| HDS     | Hierarchical Data System;                                                                                          | HDW     | Vector graphics; Harvard Draw                                                                                                 |
| HDX     | Help index; AutoCAD - Zortech C++                                                                                  | HEP     | Novell Help Librarian Data File; Novell NetWare                                                                               |
| HEX     | Hex dump; | HFI     | HP Font Info file; GEM |
| HGL     | Highlight groups definitions; DN                                                                                   | HGL     | HP Graphics Language graphics file;                                                                                           |
| HH      | C++ header file;                                                                                                   | HHH     | Precompiled header file; Power C                                                                                              |
| HHP     | Help information for remote users; Procomm Plus                                                                    | HI      | Game high scores table; |
| HIN     | Molecule; HyperChem                                                                                                | HIS     | History of executing/viewing/editing; DN                                                                                      |
| HLB     | Help library; VAX                                                                                                  | HLP     | Help file; |
| HLX     | Multi Edit help file; MultiEdit 5.0                                                                                | HLZ     | Multi Edit packed help file; MultiEdit                                                                                        |
| HMI     | Music format (MIDI);                                                                                               | HMM     | Alternate Mail Read option menu; Procomm Plus                                                                                 |
| HMP     | Music format (MIDI);                                                                                               | HNC     | CNC program files Heidenhain (?) dialog;                                                                                      |
| HOF     | Hall Of Fame (game scores);                                                                                        | HP      | Printout file for HP printers/plotters (HP/GL);                                                                               |
| HP8     | ASCII text HP Roman8 character set; NewWave Write                                                                  | HPF     | HP LaserJet fonts; PageMaker                                                                                                  |
| HPG     | see HPGL; | HPGL    | Plotter file vector graphics (Hewlett-Packard Graphics Language); AutoCad - Harvard Graphics                                  |
| HPI     | Font information file; GEM                                                                                         | HPJ     | Help project; MS Help Compiler for Windows - HC. EXE                                                                          |
| HPK     | Archive; HPACK | HPM     | Alternate Main menu for privileged users; Procomm Plus                                                                        |
| HPM     | EMM text; HP NewWave                                                                                               | HPM     | High Performance Map; Quaestor 1.x                                                                                            |
| HPP     | C++ header file; Zortech C++ - Watcom C/C++                                                                        | HPPCL   | Hewlett-Packard Printer Control Language;                                                                                     |
| HQX     | Archive (ASCII Mac); BINHEX                                                                                        | HRF     | Graphics file (Hitachi Raster Format);                                                                                        |
| HRM     | Alternate Main menu for limited/normal users; Procomm Plus                                                         | HRZ     | Graphics format; SSTV |
| HS2     | Monochrome image; Postering                                                                                        | HSC     | 2-op FM music; HSC tracker - hscplay.exe                                                                                      |
| HSI     | Handmade Software Inc. graphics file almost JPEG; Image Alchemy                                                    | HST     | History file; Procomm Plus |
| HTM     | see HTML; | HTML    | Hyper Text Macro Language (WWW); NetScape - Mosaic - many                                                                     |
| HTX     | Hypertext file; | HWD     | Presentation; Hollywood |
| HXM     | Alternate Protocol Selection menu for all users; Procomm Plus                                                      | HXX     | C++ header file; |
| HY1     | Hyphenation algorithms; Ventura Publisher                                                                          | HY2     | Hyphenation algorithms; Ventura Publisher                                                                                     |
| HYC     | Data; WordPerfect                                                                                                  | HYD     | Hyphenation dictionary; WordPerfect for Win                                                                                   |
| HYP     | Archive; HYPER |         | |
| I       | Preprocessor output file; Borland C Preprocessor                                                                   | IAX     | Bitmap graphics (IBM Image Access eXecutive);                                                                                 |
| IBG     | PDS graphic file;                                                                                                  | IBM     | Archive (Internal IBM only); ARCHDOS                                                                                          |
| ICA     | Bitmap graphics (Image Object Content Architecture);                                                               | ICB     | Bitmap graphics; |
| ICC     | ICC configuration;                                                                                                 | ICE     | Archive; Cracked LHA (old LHA)                                                                                                |
| ICM     | ICC configuration;                                                                                                 | ICN     | ICON source code file; |
| ICO     | Icon file; ICONEDIT.EXE                                                                                            | ID      | Disk identification file; |
| IDB     | IDA database; IDA                                                                                                  | IDC     | IDA C language source; IDA |
| IDE     | Borland C++ 4.x IDE project; BCW.EXE                                                                               | IDF     | MIDI instrument description;                                                                                                  |
| IDS     | IDA imported names format; IDA                                                                                     | IDW     | Vector graphics; IntelliDraw                                                                                                  |
| IDX     | Index; many - FoxPro                                                                                               | IFD     | Form; JetForm Design |
| IFF     | Interchange Format File (IFF); EA Software - Convert (C) Villena - Amiga                                           | IFF     | Sun TAAC Image File Format; SDSC Image Tool                                                                                   |
| IFP     | Script; KnowledgeMan                                                                                               | IFS     | Fractal image compressed file; Yuvpak                                                                                         |
| IFS     | Installable file system; OS/2                                                                                      | IGES    | Initial Graphics Exchange Specification;                                                                                      |
| IGF     | Inset Systems; GCGW                                                                                                | IHP     | Watcom help file; whelp.exe                                                                                                   |
| IHS     | Inbound History; Bink/+                                                                                            | IL      | hDC Designer Icon Lin Dll format;                                                                                             |
| ILB     | Data; Scream Tracker                                                                                               | ILK     | Outline of program's format; MS ILink incremental linker                                                                      |
| IM8     | Sun raster graphics file;                                                                                          | IMA     | Mirage vector graphics; EGO - Chart - Autumn                                                                                  |
| IMG     | ADEX graphic file;                                                                                                 | IMG     | Disk Image; NC 5.0 |
| IMG     | GEM bitmapped graphics file; Ventura                                                                               | IMG     | Vivid IMG file; |
| IMP     | Spreadsheet; Lotus Improv                                                                                          | IMQ     | Image presentation; ImageQ |
| IN$     | Installation file; HP NewWave                                                                                      | IN3     | Input device driver; Harvard Graphics 3.0                                                                                     |
| INB     | Test script; Vermont HighTest                                                                                      | INC     | Include file; several programming languages                                                                                   |
| IND     | Data Index; dBASE IV                                                                                               | INF     | Information text file (ASCII);                                                                                                |
| INF     | Install script; | INF     | OS/2 hypertext help system file; VIEW.EXE                                                                                     |
| INF     | Type 1 LaserJet font information file; soft font installers                                                        | INFO    | GNU info reader (output from texinfo); unix                                                                                   |
| INFO    | Icon Data (Amiga);                                                                                                 | INGR    | Intergraph Raster File Format;                                                                                                |
| INI     | Initialization file;                                                                                               | INK     | Pantone reference fills file; CorelDRAW                                                                                       |
| INS     | Data; WordPerfect                                                                                                  | INS     | Ensoniq Instrument File; Ensoniq                                                                                              |
| INS     | Installation script; 1st Reader                                                                                    | INS     | Instrument music file (Adlib);                                                                                                |
| INT     | Borland Interface Units;                                                                                           | INT     | Program saved in Internal (semi-compiled) format; Signature                                                                   |
| INT     | Source of Borland interface module;                                                                                | INX     | Index; Foxbase |
| IO      | Archive; CPIO | IOB     | 3d graphics database in TDDD format;                                                                                          |
| IOC     | Organizational chart; Instant ORGcharting!                                                                         | ION     | 4DOS descript.ion file (file descriptions); 4DOS                                                                              |
| IP      | Immortal Player file; Immortal Player                                                                              | IPL     | Pantone Spot reference palette file; CorelDRAW                                                                                |
| IRS     | Resource (WordPerfect) standard.irs; WordPerfect                                                                   | IRTR    | Graphicon-2000 Interactive Real-Time PHIGS;                                                                                   |
| ISD     | Spelling Checker dictionary; RapidFile                                                                             | ISH     | Archive; ISH |
| ISO     | ISO-9660 table; | IST     | Digitrakker Instrument File; AWAVE                                                                                            |
| IT      | Impulse Tracker music file; Impulse Tracker                                                                        | IT      | Settings; intalk |
| ITF     | Interface file; JPI TopSpeed Pascal                                                                                | IV      | SGI Inventor; |
| IV-VRML | Inventor VRML Format;                                                                                              | IW      | Presentation flowchart; IconAuthor - HSC InterActive                                                                          |
| IWA     | Text file; IBM Writing Assistant                                                                                   | IWP     | Text file; Wang |
| IZT     | Izl binary token file; IZL                                                                                         |         | |
| JAM     | Jam messagebase; FTN software                                                                                      | JAR     | Archive; JAR |
| JAS     | see JASC; | JASC    | Graphics format (JASC); |
| JAV     | see JAVA; | JAVA    | Java source code file; |
| JBD     | Datafile; SigmaScan                                                                                                | JBIG    | Joint Bilevel Image Group; |
| JBX     | Project file; Project Scheduler 4                                                                                  | JET     | Fax; Hybrid JetFax |
| JFF     | see JFIF; | JFIF    | JPEG File Interchange Format;                                                                                                 |
| JIF     | see JFIF; | JMS     | Music format (JMusic file); UltraForce                                                                                        |
| JOR     | Journal file SQL;                                                                                                  | JOU     | Journal backup; VAX Edt editor                                                                                                |
| JPC     | Graphics; Japan PIC                                                                                                | JPEG    | Graphics file JPEG Joint Photography Experts Group format; QPeg - FullView - Display                                          |
| JPG     | see JPEG; | JTF     | Fax; Hayes JT Fax |
| JTF     | Graphics (TIFF file with JPEG compression);                                                                        | JW      | Text document; JustWrite |
| JWL     | Library; JustWrite                                                                                                 | JZZ     | Spreadsheet; Jazz |
| Knn     | Database key file; Clarion                                                                                         | K3D     | Description of macro language 3DS; 3DS                                                                                        |
| KAR     | Music format (Karaoke);                                                                                            | KAR     | Precompiled .prg for KARAT; Rus. FOX+ 2.0                                                                                     |
| KB      | Keyboard script; Borland C++ 4.5                                                                                   | KB      | Program source; Knowledge Pro                                                                                                 |
| KBD     | Keyboard mapping; LogoScript - Signature - Procomm Plus                                                            | KBM     | Keyboard mapping; Reflection 4.0                                                                                              |
| KCL     | Lisp source code; Kyoto Common Lisp                                                                                | KDC     | Kodak Digital Camera (graphics); PhotoEnhancer by PictureWorks                                                                |
| KEX     | Kedit Macro File; Kedit                                                                                            | KEY     | Datafile; Forecast Pro |
| KEY     | Keyboard macros;                                                                                                   | KEY     | OS/2 archive .key-file (i.e. OS2.KEY); OS/2                                                                                   |
| KEY     | Security file eg. Shareware Registration info;                                                                     | KFX     | Kofax Group; GCGW |
| KIT     | Power Chords drum kit file; Power Chord                                                                            | KML     | Kedit Macro Library; |
| KPP     | Toolpad; SmartPad                                                                                                  | KPS     | Ibm KIPS bitmap graphics; |
| KR1     | Kurzweil 2000 sample file; AWAVE                                                                                   | KR2     | Kurzweil 2000 sample file; AWAVE                                                                                              |
| KRZ     | Kurzweil K2000 File; Kurzweil                                                                                      | KYB     | Keyboard mapping; FTP Software PC/TCP                                                                                         |
| L       | LEX source code file;                                                                                              | L       | Linker directive file; WATCOM wlink                                                                                           |
| L       | LISP source code file;                                                                                             | LAB     | Datafile; NCSS - SOLO |
| LAB     | Mailing labels; Q+E for MS Excel                                                                                   | LAN     | Erdas image file; |
| LAN     | LAN Drivers; Novell NetWare                                                                                        | LAY     | Word chart layout; APPLAUSE                                                                                                   |
| LBG     | Label generator data; dBASE IV                                                                                     | LBL     | Label; dBASE IV - Clipper 5 - dBFast                                                                                          |
| LBM     | Graphics format (Amiga); Pic-view - Deluxe Paint                                                                   | LBM     | Linear bitmap graphics; XLib                                                                                                  |
| LBO     | Compiled label; dBASE IV                                                                                           | LBR     | Archive; CP/M LU |
| LBR     | Display driver; Lotus 1-2-3                                                                                        | LBT     | Additional (FPT) label description file; FoxPro                                                                               |
| LBX     | Main (DBF) label description file; FoxPro                                                                          | LCF     | Linker Control File; Norton Guides compiler                                                                                   |
| LCH     | Chart; IBM Works for OS/2                                                                                          | LCK     | Lockfile; Paradox |
| LCL     | Data; FTP Software PC/TCP                                                                                          | LCL     | Data (FTP Software PC/TCP);                                                                                                   |
| LCN     | Lection; WordPerfect                                                                                               | LCS     | Datafile; ACT! History Files                                                                                                  |
| LCW     | Spreadsheet; Lucid 3-D                                                                                             | LD      | Long Distance codes file; Telix                                                                                               |
| LD1     | Overlay file; dBASE                                                                                                | LDB     | Data filer database; IBM Works for OS/2                                                                                       |
| LDB     | Overlay file; MS Access                                                                                            | LDF     | Data filer form; IBM Works for OS/2                                                                                           |
| LDF     | Library definition file; Geoworks Glue                                                                             | LE      | DOS/4GW executable image; DOS/4GW PM 32X DOS Extender                                                                         |
| LES     | Lesson (check *.cbt);                                                                                              | LEV     | Level file; NetHack 3.x |
| LEX     | Dictionary; MS Word - Lexicon                                                                                      | LFD     | LucasArts resource file; LucasArts games                                                                                      |
| LFT     | Laser printer font; ChiWriter                                                                                      | LG      | Logo procedure definitions; LSRHS Logo                                                                                        |
| LGO     | Logo for header and footer; SuperFax                                                                               | LGO     | Startup logo code; Windows 3.x                                                                                                |
| LHA     | Archive; LHA/LHARC                                                                                                 | LHW     | Amiga archive; LHWARP |
| LIB     | Library file; several programming languages                                                                        | LIC     | License file used by some programs to put their license on disk;                                                              |
| LIF     | Archive; | LIF     | CA Clipper packed file; CA Clipper installer                                                                                  |
| LIF     | Logical Interchange Format data file; Hewlett-Packard                                                              | LIM     | Archive; LIMIT |
| LIN     | Line types; AutoCAD                                                                                                | LIS     | Listing; VAX |
| LIT     | Web3D File; Web3D                                                                                                  | LJ      | Text file for HP LJ II printer;                                                                                               |
| LL3     | LapLink III related file (document); LapLink III                                                                   | LMP     | Demo for Doom (computer 3d game); Doom - Doom2                                                                                |
| LNG     | Language defination file;                                                                                          | LNK     | Linker response file; .RTLink                                                                                                 |
| LNK     | Linker script; | LNK     | Windows 95 shortcut; Windows 95                                                                                               |
| LOD     | Load file; | LOG     | Log file; |
| LPC     | Printer driver; TEKO                                                                                               | LRF     | Linker response file; MS C/C++                                                                                                |
| LRP     | Report; IBM Works for OS/2                                                                                         | LRS     | Language Resource File; WordPerfect for Win                                                                                   |
| LSA     | Lightscape Technologies ASCII;                                                                                     | LSB     | Lightscape Technologies Binary;                                                                                               |
| LSP     | LISP language source (autoLISP);                                                                                   | LSP     | LISP source code file; Xlisp                                                                                                  |
| LSS     | Spreadsheet; Legato - IBM Works for OS/2                                                                           | LST     | Filelist; FRQView |
| LST     | Keyboard macro; 1st Reader                                                                                         | LST     | List file (archive index - compiler listfile);                                                                                |
| LST     | Listing (e.g. source code);                                                                                        | LST     | Spool file; Oracle |
| LTM     | Form (Lotus Forms); Lotus                                                                                          | LWD     | Text document; LotusWorks |
| LWOB    | Lightwave Object Format;                                                                                           | LWP     | Word processor; IBM Works for OS/2                                                                                            |
| LYR     | Lyrics (ASCII); | LZD     | Difference file for binaries; LDiff 1.20                                                                                      |
| LZH     | Archive; LHA/LHARC                                                                                                 | LZS     | Archive; LARC |
| LZW     | Archive; LHWARP |         | |
| M       | Macro module; Brief                                                                                                | M       | Source file for MatLab and Mathematica; MatLab - Mathematica                                                                  |
| M_U     | Backup of boot sector, FAT and boot dir; MazeGold                                                                  | M11     | Text file; MASS11 |
| M3      | MODULA 3 source code file;                                                                                         | M3D     | 3D animation macro; |
| M3U     | MPEG-3 standard Playlist file; XING                                                                                | M4      | M4 preprocessor file; unix |
| MA      | hDC products for MicroApp executable files; MicroApp                                                               | MA      | Used by Mathematica for its notebooks; Mathematica                                                                            |
| MA3     | Macro; Harvard Graphics 3.0                                                                                        | MAC     | Bitmap graphics file; Macintosh MacPaint                                                                                      |
| MAC     | Macro file; Multi Edit                                                                                             | MAG     | Woody Lynn's MAG graphics format; MPS Magro Paint System                                                                      |
| MAH     | Mahjongg Solitaire settings file; Mahjongg Solitaire 2.00                                                          | MAI     | Mail; VAX |
| MAK     | Makefile; | MAK     | Project file; VB - VC ++ |
| MAN     | User guide (manual);                                                                                               | MAP     | Color palette file; |
| MAP     | Format data; Micrografx Picture Publisher                                                                          | MAP     | Linker map file; |
| MAP     | Map; Atlas MapMaker                                                                                                | MAP     | Map file (usually created by compilers);                                                                                      |
| MAP     | Network map; AccView                                                                                               | MAR     | Assembly program; VAX Macro                                                                                                   |
| MAS     | SmartMaster set; Freelance Graphics                                                                                | MAT     | Data; MatLab |
| MAX     | MAX source code file;                                                                                              | MB      | Memo field values for database; Paradox                                                                                       |
| MBK     | Multiple index file backup; dBASE IV                                                                               | MBX     | Mailbox data; Eudora/ZERBERUS                                                                                                 |
| MCC     | Configuration file; Mathcad                                                                                        | MCD     | MathCad file; MathCad |
| MCF     | Font file; Mathcad                                                                                                 | MCI     | MCI command script; Media Control Interface                                                                                   |
| MCL     | Multi Edit macro library; Multi Edit                                                                               | MCP     | Application script; Capsule                                                                                                   |
| MCP     | Printer driver; Mathcad                                                                                            | MCW     | Text file; MacWrite II |
| MD      | Archive; mdcd10.arc                                                                                                | MDA     | Data; MS Access |
| MDA     | MS Access system database; MS Access                                                                               | MDB     | Microsoft DataBase; Microsoft Access                                                                                          |
| MDL     | Model; 3D Design Plus                                                                                              | MDL     | Spreadsheet; CA-Compete! |
| MDM     | Modem definition file; TELIX                                                                                       | MDR     | Microdrive file; ZX Spectrum emuulator by g.a.lunter                                                                          |
| MDS     | Midi Session; Sound Imp.                                                                                           | MDT     | Data table; MS ILink incremental linker                                                                                       |
| MDX     | Multiple index file; dBASE IV                                                                                      | MDZ     | Text description of music module; Cubic Player - Cross-View                                                                   |
| ME      | MultiEdit configuration; MultiEdit                                                                                 | ME      | Text file READ.ME; |
| MEB     | Macro Editor bottom overflow file; WordPerfect Library                                                             | MEC     | MECCA source; Maximus |
| MED     | Macro Editor delete save; WordPerfect Library                                                                      | MED     | Music format; MED/OctaMED |
| MEM     | Macro Editor macro; WordPerfect Library                                                                            | MEM     | Memory variable save file; dBASE IV - FoxPro - Clipper                                                                        |
| MEM     | Memos datafile; Clarion                                                                                            | MEQ     | Macro Editor print queue file; WordPerfect Library                                                                            |
| MER     | Macro Editor resident area (vakioalue); WordPerfect Library                                                        | MES     | Macro Editor work space file; WordPerfect Library                                                                             |
| MES     | Message; | MET     | Document; Omnipage Pro |
| MET     | Macro Editor top overflow file; WordPerfect Library                                                                | MET     | OS/2 graphics metafile; PICVIEW.EXE                                                                                           |
| MEU     | Menu group; DOS Shell                                                                                              | MEX     | Macro Editor expound file; WordPerfect Library                                                                                |
| MEX     | MEX file (executable command); Matlab                                                                              | MF      | Metafont file; TeX |
| MFF     | MIDI; Cakewalk, MTPro 4                                                                                            | MFM     | Music format; DMP |
| MGF     | Font; Micrografx                                                                                                   | MGF     | Materials and Geometry Format;                                                                                                |
| MGX     | Designer 4.1 Drawing; Designer 4.1                                                                                 | MIB     | Snmp MIB file; |
| MID     | Standard MIDI file; music synthetizers                                                                             | MIFF    | Magick Image File Format; |
| MII     | Datafile; MicroStat-II                                                                                             | MIME    | Message in MIME format (RFC822);                                                                                              |
| MIS     | Mission, used by many games;                                                                                       | MIX     | Object file; Power C |
| MK      | Makefile; | MK      | Makefile; |
| MK      | Usually makefile;                                                                                                  | MKE     | Makefile; MS Windows SDK |
| MKG     | Makefile; | MKI     | Graphics format (Japan MKI);                                                                                                  |
| MKI     | Japanese graphics MAKIchan format; MagView 0.5                                                                     | MKS     | Data; TACT |
| ML3     | Project; Milestones 3.x                                                                                            | MLB     | Macro library file; Symphony                                                                                                  |
| MLI     | 3DS Materials Libraries; 3D Studio                                                                                 | MM      | Text file; MultiMate Advantage II                                                                                             |
| MMF     | Mail message file; MS Mail                                                                                         | MMM     | Multimedia movie file, RIFF RMMP format; MacroMind Director 3.x                                                               |
| MMO     | Memo writer file; RapidFile                                                                                        | MMP     | Output video format from Bravado board;                                                                                       |
| MND     | Menu source; AutoCAD Menu Compiler                                                                                 | MNG     | Map; DeLorme Map'n'Go |
| MNT     | Additional (FPT) menu description file; FoxPro                                                                     | MNT     | Menu memo; FoxPro |
| MNU     | Advanced macro file; HP NewWave                                                                                    | MNU     | Menu; AutoCAD Menu Compiler - Norton Commander - Signature                                                                    |
| MNU     | Microsoft Mouse menu (for DOS apps);                                                                               | MNX     | Compiled menu file; AutoCAD                                                                                                   |
| MNX     | Main (DBF) menu description file; FoxPro                                                                           | MNY     | Account book; MS Money |
| MO?     | Packed mail; FTN software                                                                                          | MOB     | Device definition file; PEN Windows                                                                                           |
| MOD     | MODULA-2 source code file; Clarion Modula-2                                                                        | MOD     | Modula language source; |
| MOD     | Module -- used by Windows for DLL which implement DOS support; Win                                                 | MOD     | Music format (Amiga module); DMP - ST - MDP - VP                                                                              |
| MOL     | MOD4WIN PlayList; Mod4Win                                                                                          | MON     | Monitor description; ReadMail                                                                                                 |
| MOV     | Animation format (Mac); QuickTime                                                                                  | MOV     | Movie file; AutoCAD AutoFlix                                                                                                  |
| MP2     | Mpeg audio file; xing                                                                                              | MP3     | MPEG audio stream,layer 3; AWAVE, CoolEdit(+PlugIn)                                                                           |
| MPA     | MPEG audio stream,layer 1,2,3; AWAVE                                                                               | MPC     | Calender file; MS Project |
| MPEG    | Animation format; MPEG Player                                                                                      | MPG     | see MPEG; |
| MPL     | MediaRack Midi Playlist; MediaRack                                                                                 | MPM     | MathPlan macro; WordPerfect Library                                                                                           |
| MPP     | Project file; MS Project                                                                                           | MPR     | Generated executable menu file; FoxPro                                                                                        |
| MPT     | Bitmap graphics (Multipage TIFF);                                                                                  | MPV     | View file; MS Project |
| MPX     | Compiled executable menu file; FoxPro                                                                              | MRB     | Multiple Resolution Bitmap graphics file; MS C/C++                                                                            |
| MRK     | Windows User Benchmark; Win95                                                                                      | MRS     | Macro Resource file; WordPerfect for Win                                                                                      |
| MS      | Microsoft antivirus report; MSAV                                                                                   | MSC     | Microsoft C makefile; |
| MSDL    | Manchester Scene Description Language;                                                                             | MSG     | Message base (e.g. HMB); |
| MSG     | Message text file (ASCII);                                                                                         | MSG     | ZVoice digitized voice file;                                                                                                  |
| MSP     | Bitmap graphics file; Microsoft Paint                                                                              | MSP     | Graphics format; Microsoft Paint                                                                                              |
| MSS     | Manuscript text file; Perfect Writer - Scribble - MINCE - Jove                                                     | MST     | Document; MS Test |
| MST     | Minispecification file; Prosa                                                                                      | MST     | Setup script file; MS Windows SDK                                                                                             |
| MSW     | Text file; MS Word                                                                                                 | MSX     | CP/M archive; MSX |
| MTH     | Math file; Derive                                                                                                  | MTL     | Wavefront; |
| MTM     | Music format; MultiTracker                                                                                         | MTS     | Master Track Pro Files; MTPro 4                                                                                               |
| MTV     | MTV Ray Tracer graphic file;                                                                                       | MTW     | Datafile; Minitab |
| MU      | Quattro pro for DOS Menu definition file; Quattro Pro                                                              | MUS     | Music format (MIDI in Doom);                                                                                                  |
| MUS     | Sound file; MusicTime                                                                                              | MVF     | Stop frame file; AutoCAD AutoFlix                                                                                             |
| MVI     | Movie command file; AutoCAD AutoFlix                                                                               | MVW     | Log file; Saber LAN |
| MWF     | Animation; ProMotion                                                                                               | MWS     | MWave DSP synths instrument; AWAVE                                                                                            |
| MXL     | PackRat 5.0 support DLLs; PackRat 5.0                                                                              | MXT     | Data; MS C |
| MYP     | Presentation; MM Make Your Point                                                                                   |         | |
| NAM     | Name Space Modules; Novell NetWare                                                                                 | NAP     | Naplps file (VideoShow); EnerGraphics                                                                                         |
| NAPLPS  | North American Presentation Layer Protocol Syntax;                                                                 | NB      | Text file; Nota Bene |
| NC      | Graphics; netcdf                                                                                                   | NC      | Instructions for NC (Numerical Control) machine; CAMS                                                                         |
| NC      | Non-error checking preprosessed Goc source code; Geoworks                                                          | NCC     | CNC (Computer Numeric Control) control file; CamView 3D                                                                       |
| NCD     | Norton Change Directory support file; Norton Commander                                                             | NDB     | Network database; Intellicom - Compex                                                                                         |
| NDL     | Nodelist file; | NDX     | Index file; dBASE II - III - IV - dBFast                                                                                      |
| NEO     | Raster graphics file; Atari Neochrome                                                                              | NET     | Network configuration/info file;                                                                                              |
| netCDF  | Network Common Data Format;                                                                                        | NEW     | New info; |
| NFF     | Haines Neutral File Format;                                                                                        | NFF     | WorldToolKit Neutral File Format;                                                                                             |
| NFO     | Filioview database;                                                                                                | NFO     | Help format; Netware Folio |
| NFO     | Info file; | NG      | Hypertext Database; Norton Guide                                                                                              |
| NGO     | NG linker object file; NGML                                                                                        | NGS     | NG compiler source file; NGC                                                                                                  |
| NIL     | NIL; Icon Hear-It                                                                                                  | NITF    | National Imagery Transmission Format;                                                                                         |
| NL      | Norton Desktop Icon Library;                                                                                       | NLM     | Netware loadable module; Novell Netware                                                                                       |
| NLS     | National Language Support file; MS-DOS                                                                             | NLX     | Form; FormWorx 3.0 |
| NOT     | Notation; | NP      | Project schedule (Nokia Planner); Nokia Planner                                                                               |
| NPI     | Source for DGEN.EXE intepreter; dBASE Application Generator                                                        | NSS     | Norton screensaver module; NC - NDW Screen Saver                                                                              |
| NST     | Music module; Amiga Noise Tracker                                                                                  | NSX     | Compound index file; SuccessWare SIX 3.00                                                                                     |
| NT      | Startup files; Windows NT                                                                                          | NTR     | Executable ASCII text file (strip header and rename); netrun31.zip                                                            |
| NTS     | Executable ASCII text file (strip header and rename); netsend1.zip                                                 | NTS     | Tutorial; Norton |
| NTX     | Database index file; Clipper 5                                                                                     | NUF     | Message for new users on their 1st call; Procomm Plus                                                                         |
| NWS     | Info text file (latest news) (ASCII);                                                                              | NXT     | Sound (NeXT format); |
| O       | Object file; unix - Atari - GCC                                                                                    | O$$     | Outfile; Sprint |
| O01     | Typhoon vOice file; AWAVE                                                                                          | OAZ     | Fax; NetFax Manager |
| OB      | Object cut/paste file; IBM LinkWay                                                                                 | OBD     | Microsoft Office Binder; MSOffice                                                                                             |
| OBJ     | Compiled machine language code;                                                                                    | OBJ     | Object code; Intel Recolatable Object Module                                                                                  |
| OBJ     | Wavefront Object;                                                                                                  | OBR     | Object browser data file; Borland C++                                                                                         |
| OBS     | Script; ObjectScript                                                                                               | OBT     | Microsoft Office Binder Template; MSOffice                                                                                    |
| OBV     | Visual interface; ObjectScript                                                                                     | OBZ     | Microsoft Office Binder Wizard; MSOffice                                                                                      |
| OCF     | Object Craft File; Object Craft                                                                                    | OCR     | Incoming fax transcribed to text; FAXGrapper                                                                                  |
| OCT     | Musical file; Pctalizer                                                                                            | OCX     | New Custom Control's format in VB 4.0; Visual Basic                                                                           |
| OCX     | OLE custom control;                                                                                                | ODIF    | Open Document Interchange Format;                                                                                             |
| ODL     | Object Description Language;                                                                                       | ODL     | Type library source; Visual C++                                                                                               |
| OFD     | Form definition; ObjectView                                                                                        | OFF     | Object File Format vector graphics;                                                                                           |
| OFF     | Object File Format vector graphics file;                                                                           | OFM     | PostScript font description file;                                                                                             |
| OFN     | MS Office documents; MSOffice                                                                                      | OHS     | Outbound History; Bink/+ |
| OKT     | Music (8 channels); Oktalyzer                                                                                      | OKT     | Music format; Oktalyzer |
| OLB     | Object library; VAX                                                                                                | OLD     | Backup file; |
| OLI     | Text file; Olivetti                                                                                                | OOM     | Swap file; Shroom |
| OPN     | Active options; Exact                                                                                              | OPT     | Delphi project options; Borland Delphi                                                                                        |
| OPT     | Optimize support file; QEMM                                                                                        | OPT     | "Options; name used by many programs for configuration information";                                                          |
| OPW     | Organization chart; Org Plus for Windows                                                                           | OPX     | Inactive options; Exact |
| ORA     | Parameter file; Oracle                                                                                             | ORG     | Calendar file; Lotus Organizer                                                                                                |
| ORG     | Origin plot; Microcal Origin                                                                                       | OTL     | Outline font description; Z-Soft Type Foundry                                                                                 |
| OTL     | Ventura Publisher's Type Foundry Outline Editor format;                                                            | OTX     | Text file; Olivetti Olitext Plus                                                                                              |
| OUT     | Output file; | OV1     | Overlay file (part of program to be loaded when needed);                                                                      |
| OV2     | Overlay file (part of program to be loaded when needed);                                                           | OVD     | Datafile; ObjectVision |
| OVL     | Overlay file (part of program to be loaded when needed);                                                           | OVR     | Overlay file (part of program to be loaded when needed);                                                                      |
| P       | Database PROGRESS source code; PROGRESS                                                                            | P       | PASCAL source code file; |
| P       | Picture file; APPLAUSE                                                                                             | P       | Rea-C-Time application parameter file; ReaGeniX code generator                                                                |
| P0?     | Splitted archive UC2; SAS.EXE                                                                                      | P10     | Tektronix Plot; GCGW |
| P16     | Music (16 channels); ProTracker Studio 16                                                                          | P22     | Patch file (Patch22); Patch22                                                                                                 |
| PA1     | Worktable; PageAhead                                                                                               | PAC     | SBStudio II Package or Song; SBStudio II                                                                                      |
| PAC     | STAD Image (graphics ?);                                                                                           | PAD     | Keypad definition; Telemate                                                                                                   |
| PAK     | Archive; Pak | PAL     | Pallette file; Microsoft Draw - Win. Paintbrush - many                                                                        |
| PAN     | Printer-specific file (copy to coreldrw.ink); CorelDRAW                                                            | PAR     | Parameter file; Fractint |
| PAR     | PARTS application; Digitalk PARTS                                                                                  | PAR     | Permanent output file; Windows 3.x                                                                                            |
| PAS     | Pascal language source; Borland Pascal                                                                             | PAT     | Gravis Ultrasound Patch; Convert (c) Villena                                                                                  |
| PAT     | Hatch patterns; AutoCAD - Photostyler                                                                              | PAT     | Vector fill files; CorelDRAW                                                                                                  |
| PB      | Fax; FAXability Plus                                                                                               | PB      | Phonebook; WinFax Pro |
| PB      | Proboard Conf. files; Proboard                                                                                     | PB      | Setup file; PixBase |
| PB1     | Document; First Publisher for Windows                                                                              | PBA     | Powerbasic BASIC source code; Genus                                                                                           |
| PBD     | Phone book; FaxNOW! - Faxit                                                                                        | PBI     | Powerbasic include file; Genus                                                                                                |
| PBI     | Profiler Binary Input; MS Source Profiler                                                                          | PBK     | Microsoft Network Phone book; MSN                                                                                             |
| PBL     | Powerbasic library; Genus                                                                                          | PBM     | PBM Portable Bit Map graphics format; Jasc Media C.                                                                           |
| PBM     | Planar bitmap graphics; XLib                                                                                       | PBO     | Profiler Binary Output; MS Source Profiler                                                                                    |
| PBT     | Profiler Binary Table; MS Source Profiler                                                                          | PC      | Text file containing IBM PC specific info;                                                                                    |
| PC3     | Custom palette; Harvard Graphics 3.0                                                                               | PC8     | ASCII text IBM8 character set; NewWave Write                                                                                  |
| PCB     | P-CAD database; P-CAD                                                                                              | PCC     | Cutout picture vector graphics; PC Paintbrush                                                                                 |
| PCD     | Graphics format (Kodak Photo-CD);                                                                                  | PCD     | Kodak Photo-CD Image graphics file (768x512); hpcdtoppm                                                                       |
| PCF     | Profiler Command File; MS Source Profiler                                                                          | PCH     | Patch file; |
| PCH     | Precompiled header; MS C/C++                                                                                       | PCJ     | Multimedia authoring tool graphics file; IBM's Linkaway-Live                                                                  |
| PCK     | Pickfile; Turbo Pascal                                                                                             | PCL     | HP-PCL graphics data file; HP Printer Control Language                                                                        |
| PCM     | OKI MSM6376 synth chip PCM; AWAVE                                                                                  | PCM     | PCM; Authorware |
| PCS     | Microsoft PowerPoint picture package; MS PowerPoint - MS ClipArt Gallery                                           | PCT     | Bitmap graphics file; Macintosh b& w PICT1 - color PICT2                                                                      |
| PCW     | Text file; PC Write                                                                                                | PCX     | PC paintbrush bitmap format; QPeg - Display - ZSoft - PC Paintbrush                                                           |
| PDA     | Bitmap graphics;                                                                                                   | PDB     | Data; TACT |
| PDB     | Packrat 5.0 data file; Packrat 5.0                                                                                 | PDF     | Adobe's Portable Document Format; Adobe Acrobat Reader                                                                        |
| PDF     | Graphics file (ED-SCAN 24bit format);                                                                              | PDF     | Package Definition File; |
| PDF     | PCAD Database Interchange Format; Pdifin.exe - Pdifout.exe                                                         | PDF     | Print device information Netware;                                                                                             |
| PDG     | Print Shop Deluxe data file;                                                                                       | PDL     | Project Description Language file; Borland C++ 4.5                                                                            |
| PDS     | Pds graphics; | PDS     | Planetary Data System Format;                                                                                                 |
| PDS     | Pldasm source code file (hardware assembly);                                                                       | PDV     | Printer driver; Paintbrush |
| PDW     | Document; Professional Draw                                                                                        | PEB     | Program Editor bottom overflow file; WordPerfect Library                                                                      |
| PED     | Program Editor delete save; WordPerfect Library                                                                    | PEM     | Program Editor macro; WordPerfect Library                                                                                     |
| PEQ     | Program Editor print queue file; WordPerfect Library                                                               | PER     | Program Editor resident area; WordPerfect Library                                                                             |
| PES     | Program Editor work space file; WordPerfect Library                                                                | PET     | Program Editor top overflow file; WordPerfect Library                                                                         |
| PEX     | Proboard EXecutable file (Executed from PB); Proboard                                                              | PFA     | PostScript Font File; |
| PFA     | Type 3 font file (unhinted PostScript font);                                                                       | PFB     | Adobe Acrobat document; Adobe Acrobat Reader                                                                                  |
| PFB     | PostScript font; Adobe Type Manager (ATM)                                                                          | PFC     | Text file; First Choice |
| PFK     | Programmable function keys; XTreePro                                                                               | PFM     | Windows Type 1 font metric file;                                                                                              |
| PFS     | Database (PFS:FILE) - text file (PFS:Write); PFS                                                                   | PFT     | Printer font; ChiWriter |
| PG      | Page cut/paste file; IBM LinkWay                                                                                   | PGI     | Printer Graphics File device driver; PGRAPH library                                                                           |
| PGL     | HP Plotter vector graphics format;                                                                                 | PGM     | Graphics format (Portable GrayMap); JASC Media C.                                                                             |
| PGM     | Program; Signature                                                                                                 | PGP     | Support file; Pretty Good Privacy RSA System                                                                                  |
| PGS     | Manual page; man4dos                                                                                               | PH      | Optimized .goh file; Geoworks                                                                                                 |
| PH      | PERL header file;                                                                                                  | PH      | Phrase-table; MS C/C++ |
| PHD     | PolyHedra Database;                                                                                                | PHM     | Phone book; DN - Lync |
| PHN     | Phone list; UltraFax - QmodemPro                                                                                   | PHO     | Phone database; Metz Phone for Windows                                                                                        |
| PHP     | PHP source code (used to create dynamic web content)                                                               | PHR     | Phrases; LogoScript |
| PIC     | 123 Vector graphics format; CShow - Alchemy - Paint (Pictor)                                                       | PIC     | Bitmap graphics file; Macintosh b& w PICT1 - color PICT2                                                                      |
| PIC     | Lotus picture; | PIC     | PIXAR picture file; SDSC Image Tool                                                                                           |
| PICT    | Macintosh Picture;                                                                                                 | PIF     | OS/2 graphics metafile; PICVIEW.EXE                                                                                           |
| PIF     | Program Information File; Windows 3.x                                                                              | PIF     | Vector graphics GDF format file (IBM mainframe computers);                                                                    |
| PiM     | Pascal Text Mode Image File; The Ultimate Draw                                                                     | PIT     | Compressed Mac file archive created by PACKIT; unpackit.zoo                                                                   |
| PIX     | Alias image file; SDSC Image Tool                                                                                  | PIX     | Inset Pix; |
| PJ      | Project; CA-SuperProject                                                                                           | PJT     | Additional (FPT) project description file; FoxPro                                                                             |
| PJX     | Main (DBF) project description file; FoxPro                                                                        | PK      | PacKed bitmap font bitmap file (TeX DVI drivers);                                                                             |
| PKA     | Archive; PKARC | PKG     | Installer script; Next |
| PKG     | P-CAD database; P-CAD                                                                                              | PKT     | Fido message packet; FTN software                                                                                             |
| PL      | Palette; Harvard Graphics                                                                                          | PL      | PERL source code file; |
| PL      | Prolog source code file;                                                                                           | PL      | Property List font metric file; TeX                                                                                           |
| PL1     | Room plan; 3D Home Architect                                                                                       | PL3     | Chart palette; Harvard Graphics 3.0                                                                                           |
| PLB     | FoxPro library; FoxPro                                                                                             | PLB     | P-CAD library; P-CAD |
| PLC     | Add-in file (functions - macros - applications); Lotus 1-2-3                                                       | PLC     | P-CAD database; P-CAD |
| PLL     | Prelinked library; CA Clipper                                                                                      | PLM     | DisorderTracker2 music module; AWAVE                                                                                          |
| PLN     | Spreadsheet; WordPerfect for Win                                                                                   | PLT     | HPGL plotter file vector graphics; AutoCAD                                                                                    |
| PLT     | Output file for ploter;                                                                                            | PLT     | P CAD: Output file editor for PCPLOT or PCPRINT; P CAD                                                                        |
| PLT     | Page Magic 2.0 paper format; Page Magic 2.0                                                                        | PLT     | Palette; |
| PLT     | Table for .pll; CA Clipper                                                                                         | PLY     | Data; PopMail |
| PLY     | Presentation screen; Harvard Spotlight                                                                             | PLY     | ZipPack; |
| PM      | Bitmap graphics; Presentation Manager                                                                              | PM3     | PageMaker 3.0 data file; PageMaker 3.0                                                                                        |
| PM4     | Document; PageMaker 4                                                                                              | PM5     | Aldus PageMaker 5.0 publication; Aldus PageMaker                                                                              |
| PMC     | Graphics; A4TECH Scanner                                                                                           | PMI     | OS/2 V3 SVGA PMI-File; Svga.exe                                                                                               |
| PMM     | Program file; Amaris BTX/2                                                                                         | PMP     | PhotoMorph Project; PhotoMorph                                                                                                |
| PN3     | Printer device driver; Harvard Graphics 3.0                                                                        | PNG     | Portable Network Graphics; |
| PNM     | PBM Portable aNy Map graphics file;                                                                                | PNT     | Macintosh painting; |
| PNT     | Pointlist segment; FTN software                                                                                    | PNT     | QWK reader pointer file; MarkMail 2.x                                                                                         |
| POH     | Optimized .goh file; Geoworks                                                                                      | POL     | InnovMetric Software Polygon Models Format;                                                                                   |
| POP     | Messages index; PopMail                                                                                            | POP     | Pop-up menu object; dBASE Application Generator                                                                               |
| POV     | Raytraced graphics image; Persistence Of Vision                                                                    | POW     | Power Chords instrument/song file; Power Chords                                                                               |
| PP      | Amiga archive; POWERPACKER                                                                                         | PPB     | Button bar for Print Preview; WordPerfect for Win                                                                             |
| PPD     | PostScript printer description file;                                                                               | PPJ     | Premiere Project; Premiere |
| PPK     | Archive (using for many distributives); PPK                                                                        | PPL     | PolaroidPalettePlus ColorKey device driver; Harvard Graphics 3.0                                                              |
| PPM     | Graphics format (Portable PixelMap); JASC Media C.                                                                 | PPO     | Preprocessor output; CA Clipper 5.*                                                                                           |
| PPP     | Publication; PagePlus                                                                                              | PPS     | Storyboard; Personal Producer                                                                                                 |
| PPS     | PowerPoint Show | PPT     | General file extension; PowerPoint                                                                                            |
| PPT     | Presentations; Microsoft                                                                                           | PR1     | Packrat 4.0 data file; Packrat 4.0                                                                                            |
| PR2     | Packrat 4.x data file; Packrat 4.x                                                                                 | PR2     | Presentation; Aldus Persuasion 2.x                                                                                            |
| PR2     | Printer driver; dBASE IV                                                                                           | PR3     | PostScript printer driver; dBASE IV                                                                                           |
| PR3     | Presentation; Aldus Persuasion 3.x                                                                                 | PRD     | Printer driver; |
| PRE     | Presentation; Freelance Graphics                                                                                   | PRE     | Settings; Programmer's WorkBench - MS C/C++                                                                                   |
| PRE     | Stork graphic file;                                                                                                | PRF     | CheckIt Pro v1.0 data file; CheckIt Pro 1.0                                                                                   |
| PRF     | Pixel Run Format graphics file; Improces - Fastgraph                                                               | PRF     | Printer driver; dBASE IV |
| PRF     | Profiler output;                                                                                                   | PRG     | Program; Atari |
| PRG     | Program source; dBASE IV - FoxPro - Clipper 5 - dBFast                                                             | PRG     | Program source code (e.g. Clipper language); CA Clipper                                                                       |
| PRI     | Printer definitions; LogoScript                                                                                    | PRJ     | Borland C++ IDE project file; BC.EXE - BCW.EXE                                                                                |
| PRM     | Parameters; | PRN     | Printer driver; Signature |
| PRN     | Text file; Lotus 1-2-3 - Symphony                                                                                  | PRN     | Usually printer output file;                                                                                                  |
| PRO     | Graphics profile file; DOS                                                                                         | PRO     | Proboard conf. file; Proboard                                                                                                 |
| PRO     | "Profile; used by many programs to store configuration data";                                                      | PRO     | Prolog language source; |
| PRO     | PROLOG source code file;                                                                                           | PROJ    | Project File (Interface Builder); NeXT                                                                                        |
| PRR     | The Perfect Resume data file; Perfect Resume                                                                       | PRS     | Norton Viewer DLL file; |
| PRS     | Presentation; Harvard Graphics Win                                                                                 | PRS     | Printer Resource eg. fonts; WordPerfect for Win                                                                               |
| PRS     | Procedure; dBASE IV                                                                                                | PRT     | P-CAD component; P-CAD |
| PRT     | Printer driver; Dr.Halo                                                                                            | PRX     | Compiled program; FoxPro |
| PS      | Document in PostScript format; adobe                                                                               | PSA     | Archive (Pretty Simple Archive); PSA.OUT (GNU)                                                                                |
| PSD     | Periscope Debbuger Def file; Periscope                                                                             | PSD     | Photoshop bitmap file; Photoshop                                                                                              |
| PSE     | see PSEG; | PSEG    | Bitmap graphics; IBM printer Page SEgment                                                                                     |
| PSF     | Outline PostScript printer font; ChiWriter                                                                         | PSM     | Music format (Protracker Studio Module); Protracker - MASI                                                                    |
| PSM     | Symbol table of IDE; Turbo Pascal                                                                                  | PSN     | Presentation file for Sound Script; Win                                                                                       |
| PSP     | Procedure; Prodea Synergy                                                                                          | PSQ     | Premiere Sequence; Premiere                                                                                                   |
| PST     | Postbox file; BMail                                                                                                | PSW     | File w/ passwords for any program/game; many                                                                                  |
| PT      | Game crack; Player Tools                                                                                           | PT      | Kodak Precition Color Management System;                                                                                      |
| PT3     | Device driver; Harvard Graphics 3.0                                                                                | PT3     | Template; PageMaker 3 |
| PT4     | Template; PageMaker 4                                                                                              | PT5     | Aldus PageMaker 5.0 publication template; Aldus PageMaker                                                                     |
| PTB     | Script; PubTech BatchWorks                                                                                         | PTL     | Premiere Title; Premiere |
| PTM     | Macro; PubTech BatchWorks                                                                                          | PTM     | Music format; |
| PTM     | Page Magic 2.0 template; Page Magic 2.0                                                                            | PTR     | OS/2 cursor image file; ICONEDIT.EXE                                                                                          |
| PTR     | QWK reader pointer file; QMail                                                                                     | PTU     | Performer Terrain Utilities;                                                                                                  |
| PUB     | Page template; MS Publisher                                                                                        | PUB     | Public key ring file; Pretty Good Privacy RSA System                                                                          |
| PUB     | Publication; Ventura Publisher - 1st Publisher                                                                     | PUT     | Archive; PUT |
| PUT     | Graphics format; WScan                                                                                             | PVD     | Script; Instalit |
| PVL     | Library; Instalit                                                                                                  | PVT     | Local Fidonet pointlist; FTN software                                                                                         |
| PW      | Text file; Professional Write                                                                                      | PWL     | Password List; |
| PWP     | Text document; Professional WritePlus                                                                              | PX      | Paradox 3.0 file; Paradox 3.0                                                                                                 |
| PXP     | 3DS Process file; 3D Studio                                                                                        | PXR     | Pixiar Picio; AltamiraComposer                                                                                                |
| PY      | PYTHON script file;                                                                                                | PYC     | Compiled PYTHON script file;                                                                                                  |
| PZD     | Default settings; Pizazz Plus                                                                                      | PZI     | Graphics format; PZP |
| PZO     | Overlay file; Pizazz Plus                                                                                          | PZP     | Palette; Pizazz Plus |
| PZS     | Settings; Pizazz Plus                                                                                              | PZT     | Transfer file; Pizazz Plus |
| PZX     | Swap file; Pizazz Plus                                                                                             |         | |
| Q0      | Q0 graphic file;                                                                                                   | QAG     | Quick Access Group; Norton Desktop                                                                                            |
| QAP     | Application; Omnis Quartz                                                                                          | QBE     | Saved query (Query By Example); dBASE IV - Quattro Pro                                                                        |
| QBO     | Compiled query; dBASE IV                                                                                           | QBW     | Spreadsheet; QuickBooks for Windows                                                                                           |
| QDn     | Data file - segment n; Omnis Quartz                                                                                | QDK     | Backup of startup files created by Optimize; QEMM                                                                             |
| QDV     | Graphics file; Steve Blackstock Giffer                                                                             | QEF     | Query file; Q+E for MS Excel                                                                                                  |
| QFX     | Fax; QuickLink | QLB     | Quick library; MS C/C++ |
| QLC     | ATM Type 1 fonts script; Adobe Type Manager                                                                        | QLP     | Printer driver; QuickLink |
| QM4     | Options or services file; QMail 4.x Mail Door                                                                      | QPR     | Generated query program; FoxPro                                                                                               |
| QPR     | Print queue device driver; OS/2                                                                                    | QPX     | Compiled executable QBE query file; FoxPro                                                                                    |
| QRS     | Equation Editor support file; WordPerfect for Win                                                                  | QRT     | Graphics format (QRT ray tracing);                                                                                            |
| QRY     | Query; dBASE IV | QT      | QuickTime movie (animation);                                                                                                  |
| QTVR    | QuickTime VR Movie;                                                                                                | QWK     | QWK reader message file; |
| QXD     | Document; QuarkXPress                                                                                              | QXL     | Element library; QuarkXPress                                                                                                  |
| R       | RATFOR (FORTRAN preprosessor) file;                                                                                | Rnn     | Multi volume RAR archive; RAR                                                                                                 |
| R2D     | Reflex 2 datafile; Reflex 2                                                                                        | R8      | Raw graphics file (one byte per pixel) plane one; PicLab                                                                      |
| R8P     | PCL 4 bitmap font file; Intellifont                                                                                | RA      | Remote Access conf. files; RA                                                                                                 |
| RAD     | 2-op FM music; Reality AdLib Tracker                                                                               | RAD     | Radience; |
| RAL     | Remote Access Language file; Remote Access                                                                         | RAM     | Ramfile; RealAudio |
| RAR     | Archive; RAR | RAS     | Graphics format; SUN Raster                                                                                                   |
| RAT     | Datafile (RATS);                                                                                                   | RAW     | HSI raw graphic file; |
| RAW     | PCM Signed Raw Sound File;                                                                                         | RAW     | QRT graphic file; |
| RAY     | Rayshade; | RBF     | Datafile; Rbase |
| RC      | Configuration file; emacs                                                                                          | RC      | Resource Compiler script file; MS C/C++ - Borland C++                                                                         |
| RC      | Resource Script; Resource Writer                                                                                   | RC      | UUPC configuration files; UUPC                                                                                                |
| RC      | Windows resource compiler script; RC.EXE -Resource WorkShop - OS/2                                                 | RCG     | Netscape newsgroup file (netsc.rcg);                                                                                          |
| RDF     | Compiled UIC source code; Geoworks UI Compiler                                                                     | RDI     | Device-independent bitmap file (RIFF RDIB format);                                                                            |
| RDX     | Datafile; Reflex                                                                                                   | REC     | Archivation protocol; ARCSERVE                                                                                                |
| REC     | Datafile; EpiInfo                                                                                                  | REC     | Record file; Sprint |
| REC     | Windows Recorder Macro File; WinRecorder                                                                           | RED     | Path info; Clarion Modula-2                                                                                                   |
| RED     | REDuced nodelist file; T-Mail nodelist Compiler                                                                    | REF     | Cross-reference; |
| REG     | OLE Registration file; Windows 3.x                                                                                 | REG     | Registration information or key;                                                                                              |
| REM     | Remarks; | REM     | Remarks definition; Sourcer                                                                                                   |
| REP     | QWK reader reply file;                                                                                             | REP     | Report; Report Designer - CodeReporter - DataBoss                                                                             |
| REP     | Report file used by many applications;                                                                             | REQ     | File request; FTN Software |
| RES     | Compiled resource; MS C/C++ - Borland C++                                                                          | RES     | DBASE resources; dBASE IV |
| RES     | Windows compiled resource package; Win                                                                             | REV     | Revision file; Geoworks |
| REX     | PharLab executable file (old format); PharLab                                                                      | REX     | Report definition; Oracle |
| REX     | Rexx language source file; Rexx                                                                                    | REZ     | Resource file; |
| RF      | Sun raster graphics file;                                                                                          | RFT     | DCA/RFT Revisable Format Text file; IBM DisplayWrite 4.0-5.1                                                                  |
| RGB     | SGI RGB image file (RAW); SDSC Image Tool                                                                          | RGX     | Symbol tables etc. info; ReaGeniX code generator                                                                              |
| RH      | Resource header file; Borland C++ 4.5                                                                              | RH      | Windows resource file header; RC.EXE                                                                                          |
| RI      | Data; Lotus 1-2-3                                                                                                  | RIB     | Graphics (Renderman Interface Bytestream); 3D Reality                                                                         |
| RIC     | Fax; Ricoh | RIF     | RIFF bitmap graphics (Resource Interchange File Format); Fractal Design Painter                                               |
| RIP     | TeleGrafix Remote Imaging Protocol; Maximus 3.0                                                                    | RIX     | Graphics (ColoRIX Image File); ColoRIX                                                                                        |
| RL4     | Bitmap graphics;                                                                                                   | RL8     | Bitmap graphics; |
| RLA     | Wavefront raster image file; SDSC Image Tool                                                                       | RLB     | Data hgw.rlb; Harvard Graphics Win                                                                                            |
| RLC     | Graphics 1bit/pixel scanner output;                                                                                | RLD     | Norton Commander 5.0 temp file; NC 5.0                                                                                        |
| RLE     | Utah Run Length Encoded rasterfile graphic file; SDSC Image Tool                                                   | RLZ     | REALIZER source code file; CA-Realizer                                                                                        |
| RMI     | Windows alternate synthesized sound format; RIFF RMID format                                                       | RMK     | Make file; CA Clipper - RMAKE                                                                                                 |
| RN      | XPL program for Nota Bene users;                                                                                   | RND     | Rendering Slide; AutoCAD AutoShade                                                                                            |
| RNO     | Runoff file; VAX                                                                                                   | ROL     | FM music Adlib Music File; Roland                                                                                             |
| ROM     | Read Only Memory image in emulators, AONs, etc.;                                                                   | RPB     | Data report file used by CP Backup; CP Backup                                                                                 |
| RPD     | Database; RapidFile                                                                                                | RPF     | AutoCAD pattern; ACAD |
| RPL     | Text document; Replica                                                                                             | RPT     | Report file used by many applications;                                                                                        |
| RS      | Data file; Amiga Resource - Reassembler                                                                            | RS_     | Resource fork of a Macintosh file; Mac-ette                                                                                   |
| RSC     | Resource file; ViewMax - many                                                                                      | RSL     | Resource Library used by PC Tools for Windows; PC Tools - Win                                                                 |
| RSP     | Responce File; OS/2                                                                                                | RSP     | Responce file (text file containing input expected by eg. LINK);                                                              |
| RTF     | Rich Text Format text file (help file script); many - MS Word                                                      | RTFD    | RTF-Packet; NeXT |
| RTL     | HP RTL graphic file;                                                                                               | RTL     | Run-Time library; Norton Utilities                                                                                            |
| RTL     | Text file; | RTP     | RTPatch software update package data file; Pocket soft patch                                                                  |
| RTS     | Realizer executable file;                                                                                          | RTS     | Runtime library file; CA-Realizer                                                                                             |
| RUL     | Echo-conference rules;                                                                                             | RUN     | PC Tools for Windows batch file; PC Tools                                                                                     |
| RUS     | Russian text; | RV      | Mobile pricelist data file; Mobile                                                                                            |
| RVW     | Review; | RWS     | Borland Resource Workshop symbol file; Resource Workshop                                                                      |
| RWS     | Resource Workshop data file; Borland C++                                                                           | RWX     | Criterion RenderWare; |
| RWX     | MEME Shape File;                                                                                                   | RWX     | Script; RenderWare |
| RXD     | Reflex 1 datafile; Reflex 1                                                                                        |         | |
| S       | ASSEMBLY source code file; unix                                                                                    | S       | Multi Edit macro file source; Multi Edit                                                                                      |
| S$$     | Temporary sort file; Sprint                                                                                        | S1K     | S1000 Simnet Format; |
| S3I     | Digiplayer/ST3 Sample File; Digiplayer - ST3                                                                       | S3M     | Music (16 channels); Scream Tracker 3.0 - DMP                                                                                 |
| SA?     | Packed mail; FTN software                                                                                          | SAF     | see SAIF; |
| SAIF    | Spatial Archive Interchange Format;                                                                                | SAL     | Datafile; SORITEC |
| SAM     | Ami Pro data file; Ami Pro                                                                                         | SAM     | Text file; Samna - Lotus Ami/Ami Pro                                                                                          |
| SAR     | Archive; SAR | SAT     | ACIS; |
| SAV     | Backup file (saved file);                                                                                          | SAV     | Configuration; |
| SAV     | Saved game situation;                                                                                              | SB      | Audio file (signed byte); |
| SB      | Raw Signed Byte (8bit) data; AWAVE                                                                                 | SB      | Raw Signed PCM Byte 8bit data; AWAVE                                                                                          |
| SBD     | Storyboard; Storyboard Editor                                                                                      | SBI     | Sound Blaster Instrument file (Creative Labs);                                                                                |
| SBK     | Emu SoundFont Bank (AWE32 Bank); Convert (c) Villena                                                               | SBL     | Stony Brook Pascal library; SB Pascal                                                                                         |
| SBP     | DML program; Superbase 4                                                                                           | SBR     | Support file; Source Browser                                                                                                  |
| SBT     | Notes related to record; Suberbase 4 Windows                                                                       | SC      | Display driver; Framework II                                                                                                  |
| SC      | PAL script; Paradox                                                                                                | SC      | Script; Borland Paradox |
| SC3     | Renamed dBASE III screen mask file; dBASE IV                                                                       | SC3     | Screen device driver; Harvard Graphics 3.0                                                                                    |
| SCA     | Datafile; SCA | SCC     | Text file; |
| SCD     | SCODOL film recorder (Scan Conversion Object Description Language); SCODOL                                         | SCF     | Multimedia show; ScoreMaker                                                                                                   |
| SCF     | Spelling checker configuration file; Symphony                                                                      | SCH     | Project schedule; Schedule Publisher                                                                                          |
| SCH     | Scheme; P CAD - Orcad                                                                                              | SCI     | Fax; SciFax |
| SCI     | System Configuration Information;                                                                                  | SCM     | Scheme source code file; |
| SCN     | SCeNe RTrace; | SCN     | Screen file; Kermit |
| SCO     | High score; | SCO     | High score; |
| SCP     | Script; BITCOM | SCR     | Any other screen system; |
| SCR     | DEBUG source code file; DOS Debug                                                                                  | SCR     | Forth screen (source) file; Forth                                                                                             |
| SCR     | Screen - screen snapshot; dBASE IV - Procomm Plus                                                                  | SCR     | Screen font; LogoScript |
| SCR     | Screen saver; Windows 3.x                                                                                          | SCR     | Screen snapshop; |
| SCR     | Script file source; TeleMate - Kermit - 1st Reader                                                                 | SCT     | Additional (FPT) screen description file; FoxPro                                                                              |
| SCX     | Chart; Stanford Chart                                                                                              | SCX     | Graphics format; ColoRIX |
| SCX     | Main (DBF) screen description file; FoxPro                                                                         | SCY     | Security file; ReaGeniX |
| SD      | Sound Designer I audio file; AWAVE                                                                                 | SDA     | Fidonet's Software Distribution Network file archive description;                                                             |
| SDF     | Source definition file; Sourcer                                                                                    | SDF     | System Data Format file (fixed lenght ASCII text);                                                                            |
| SDI     | Software Distribution Network Info file;                                                                           | SDK     | Roland S-550/S-50/W-30 Disk Image;                                                                                            |
| SDL     | Alias Wavefront Scene Description Language;                                                                        | SDML    | Spacial Data Modeling Language;                                                                                               |
| SDN     | Software Distribution Network compressd file archive; pak251.exe                                                   | SDR     | SmartDraw File; SmartDraw Pro                                                                                                 |
| SDS     | MIDI Sample DUMP Standard File;                                                                                    | SDTS    | Spatial Data Transfer Standard;                                                                                               |
| SDW     | Ami Draw Symbol File;                                                                                              | SDX     | Sample DUMP Exchange File; |
| SEA     | Self-Extracting compressed Macintosh file Archive;                                                                 | SEC     | ----- compressed file; |
| SEC     | Diskreet encrypted file; Diskreet                                                                                  | SEC     | Secret key ring file; Pretty Good Privacy RSA System                                                                          |
| SEC     | Secured animation file; Disney Animation Studio                                                                    | SEP     | Printer separator page; |
| SEQ     | Atari animation file;                                                                                              | SEQ     | Sequential Instruction File; Bubble Chamber                                                                                   |
| SES     | Session info; Clarion Modula-2                                                                                     | SET     | Configuration file; 1st Reader                                                                                                |
| SET     | Driver sets created by Install; Symphony                                                                           | SET     | Extension used by Norton Backup and CPS Backup for setup info; Norton Backup - CPS Backup                                     |
| SET     | Setup options file;                                                                                                | SF      | IRCAM Sound File; CSound package - MixView sound sample editor                                                                |
| SF      | WPS attribute storage (OS/2 WorkPlace Shell) wp_root.sf; OS/2 WorkPlace Shell                                      | SF2     | Emu SoundFont Bank v2.0 file; AWAVE                                                                                           |
| SFB     | HP Soft font (obsolete under Windows);                                                                             | SFD     | SoundStage Data file; AWAVE                                                                                                   |
| SFF     | Scene File Format;                                                                                                 | SFI     | Graphics; SIS Framegrabber |
| SFI     | Printer font (HP LaserJet landscape); Ventura Publisher                                                            | SFL     | PCL 4 bitmap font (landscape); landscape - Intellifont -Ventura Publisher                                                     |
| SFN     | Font; SPX | SFO     | Bitstream font file - fontware format;                                                                                        |
| SFP     | PCL 4 bitmap font; portrait - Intellifont - Ventura Publisher                                                      | SFR     | Sonic Foundry Sample Resource; AWAVE                                                                                          |
| SFS     | PCL 5 scalable font file; Intellifont                                                                              | SFT     | Screen font; ChiWriter |
| SFX     | SFX (self-extracting archives) script; RAR                                                                         | SG1     | Graphics; Stanford Graphics                                                                                                   |
| SGF     | Document with graphics; Starwriter                                                                                 | SGI     | Graphics file; IRIS - Silicon Graphics                                                                                        |
| SGP     | Statistics; STATGRAPHICS Plus                                                                                      | SGT     | Save/get keyboard macro; Signature                                                                                            |
| SH      | ASCII archive; SHAR                                                                                                | SH      | Unix shell script; |
| SH3     | Presentation; Harvard Graphics 3.0                                                                                 | SHAR    | Archive; UNSHAR (Unix) |
| SHB     | Background; CorelShow                                                                                              | SHG     | Segmented Hyper-Graphic; |
| SHK     | Apple II archive; SHRINKIT                                                                                         | SHM     | Shell macro; WordPerfect Library                                                                                              |
| SHP     | Shape file and source file for text fonts; AutoCAD                                                                 | SHR     | see SHAR; |
| SHT     | HTML format for WWW; NetScape                                                                                      | SHW     | Presentation; Harvard Graphics 2.0 - CorelShow                                                                                |
| SHW     | Slide show; WordPerfect Presentations                                                                              | SHX     | Shape entities; AutoCAD |
| SIF     | Setup Installation Files info; Windows NT Setup                                                                    | SIG     | Current program settings; Signature                                                                                           |
| SIG     | Signature file; ThunderByte AntiVirus - PopMail                                                                    | SIK     | Backup file (Sicherungskopie); MS Word                                                                                        |
| SIT     | Archive (Macintosh); STUFFIT                                                                                       | SKY     | SYLK Spreadsheet file (used by Multiplan);                                                                                    |
| SL      | S-Lang source code file;                                                                                           | SLB     | P-CAD library (symbols); P-CAD                                                                                                |
| SLB     | Slide library; AutoCAD                                                                                             | SLC     | SALT (script from Telix) compiled code; Telix                                                                                 |
| SLD     | Slide; AutoCAD | SLI     | Slide; MAGICorp Slide Service                                                                                                 |
| SLK     | MS Excel import format; MS Excel                                                                                   | SLK     | SYLK Symbolic Link format data file; MultiPlan                                                                                |
| SLL     | Sound data file;                                                                                                   | SLT     | SALT Script Application Language for Telix script source; Telix                                                               |
| SLV     | Solution for any game; many                                                                                        | SM      | Maillist; SoftSpoken Mailer                                                                                                   |
| SM      | Script; ScriptMaker                                                                                                | SM      | SMALLTALK source code file;                                                                                                   |
| SM      | Text file; Samna Word                                                                                              | SMF     | Fax; SMARTFAX |
| SMM     | Ami Pro Macro File; Ami Pro                                                                                        | SMN     | Font (ParaGraph's WorkScript format);                                                                                         |
| SMP     | Sample (sound file);                                                                                               | SMP     | Samplevision File; Samplevision                                                                                               |
| SMT     | Text file; Smart Ware II                                                                                           | SN      | Compressed song file; Sound Club editor                                                                                       |
| SND     | Digitized sound file; Macintosh/ATARI/PC                                                                           | SND     | Power Chords drum sound file; Power Chord                                                                                     |
| SNG     | Song (midi sound); Midisoft Studio - Prism                                                                         | SNO     | SNOBOL4 source code file; |
| SNP     | Book-shelf for .BOO; READIBM                                                                                       | SNP     | Output video format from Computer Eyes equipment;                                                                             |
| SOL     | Solution eg. game walkthroughs;                                                                                    | SOM     | Network serial numbers; Quattro Pro                                                                                           |
| SOM     | Sort information; Paradox                                                                                          | SON     | Song; SBStudio II |
| SOU     | SBStudio II Sound File; SBStudio II                                                                                | SOU     | Sound data (sound tool); |
| SP      | Archive (unix); SPLINT                                                                                             | SPC     | Program; MS Multiplan |
| SPC     | Temporary file; WordPerfect for Win                                                                                | SPD     | Scalable font; Speedo - Harvard Graphics 3.0                                                                                  |
| SPF     | Slide presentation file; EnerGraphics                                                                              | SPG     | Glossary; Sprint |
| SPI     | Graphics (Siemens and Philips scanner);                                                                            | SPIFF   | Still Picture Interchange File Format;                                                                                        |
| SPL     | Archive; SPLINT | SPL     | Customized printer driver; Sprint                                                                                             |
| SPL     | Personal spell dictionary; Signature                                                                               | SPL     | Print spooling file; Windows 3.x                                                                                              |
| SPL     | Sample; | SPM     | Data wp{wp}.spm; WordPerfect                                                                                                  |
| SPP     | Printer file; Sprint                                                                                               | SPR     | Document letter; Sprint |
| SPR     | Generated executable screen file; FoxPro                                                                           | SPR     | Sprite; |
| SPR     | Story Board sprites;                                                                                               | SPS     | Screen driver; Sprint |
| SPS     | SPSSx source code file; VAX/VMS                                                                                    | SPT     | Data support file (MITAC disk/system management utility pack); MITAC disk/system management utility pack                      |
| SPT     | SPITBOL source code file;                                                                                          | SPW     | Worksheet; SigmaPlot |
| SPX     | Compiled executable screen file; FoxPro                                                                            | SQD     | Squish message base; Squish                                                                                                   |
| SQI     | Squish message base index; Squish                                                                                  | SQL     | SQL language code; Any SQL database                                                                                           |
| SQL     | Squish message base lastread pointers; Squish                                                                      | SQZ     | Archive; SQUEEZE |
| SQZ     | FOXPRO Squeeze file; FOXPRO                                                                                        | SRC     | Multi-edit source; Multi-Edit                                                                                                 |
| SRC     | Source; DataFlex                                                                                                   | SRF     | Sun Raster File graphics file;                                                                                                |
| SRP     | Script; QuickLink                                                                                                  | SS      | Bitmap graphics; Splash |
| SS      | Screen saver; DN                                                                                                   | SSD     | Datafile; SAS/PC |
| SSP     | Datafile; SAS Transport                                                                                            | SST     | AVHRR graphic file; |
| ST      | Instrument library; Scream Tracker                                                                                 | ST      | SMALLTALK source code file; Little Smalltalk                                                                                  |
| ST      | Stamp; NeoPaint | STA     | Data file; Statistica |
| STA     | Saved state; Reflection 4.0                                                                                        | STA     | Stack; Spinmaker Plus |
| STB     | Stub library; Genus GX Kernel                                                                                      | STD     | Standard (something..); LogoScript                                                                                            |
| STD     | State Transition Diagram graphic file; Prosa                                                                       | STF     | Archive; SHRINKTOFIT |
| STL     | Stereolithography Interface Format;                                                                                | STM     | Music format (4 channels) (Scream Tracker Module); ST - DMP                                                                   |
| STM     | State Transition Diagram model file; Prosa                                                                         | STO     | Pascal stub OBJ file; Genus GX Kernel                                                                                         |
| STR     | Gate3 table structure file;                                                                                        | STR     | Structure list object file; dBASE Application Generator                                                                       |
| STS     | Music format (Scream Tracker Song); ST 2.0-2.3                                                                     | STS     | Project status info; MS C/C++                                                                                                 |
| STW     | Data file; SmartTerm for Windows                                                                                   | STX     | Electronic book; SmarText |
| STX     | Music format; | STX     | Tax form; CA-Simply Tax |
| STY     | "Ami Pro Template (Style); used by other programs for `styles`"; Ami Pro                                           | STY     | Style library or sheet; many                                                                                                  |
| SU?     | Packed mail; FTN software                                                                                          | SUI     | SUIT library; Simple User Interface Toolkit                                                                                   |
| SUM     | Summary; | SUN     | Sun rasterfile graphics file;                                                                                                 |
| SUP     | Supplementary dictionary; WordPerfect for Win                                                                      | SVD     | Autosave file for document; MS Word                                                                                           |
| SVG     | Autosave file for glossary; MS Word                                                                                | SVQ     | Music format; |
| SVS     | Autosave file for style sheet; MS Word                                                                             | SVW     | Super Video Windows; Conversion Artist                                                                                        |
| SVX     | Interchange, 8SVX/16SV; AWAVE                                                                                      | SW      | Raw Signed Word (16bit) data; AWAVE                                                                                           |
| SWG     | SWAG Pascal Snippets file; SWAG                                                                                    | SWP     | Document backup; Sprint |
| SWP     | Swap file; | SXP     | 3DS Process file; 3D Studio                                                                                                   |
| SY1     | SmartPix symbol library; Ami Pro                                                                                   | SY3     | Harvard Graphics format; |
| SY3     | Symbol file; Harvard Graphics 3.0                                                                                  | SYD     | Backup of startup files created by QEMM (?) autoexec.syd;                                                                     |
| SYD     | Sysedit backup file; Sysedit                                                                                       | SYM     | Compiler symbolic information file;                                                                                           |
| SYM     | P-CAD component (symbols); P-CAD                                                                                   | SYM     | Precompiled headers; Borland C++                                                                                              |
| SYM     | Program symbol table; Power C - MS ILink incremental linker                                                        | SYM     | Symbol file; Harvard Graphics 2.0 - MS Windows SDK                                                                            |
| SYN     | SDSC Synu image file; SDSC Image Tool                                                                              | SYN     | Synonym file; MS Word 5 |
| SYS     | Datafile; SYGRAPH - SYSTAT - SPSS/PC                                                                               | SYS     | System file - device driver or hardware configuration info; DOS                                                               |
| SYW     | Graphics file (symbol); Harvard Graphics Win                                                                       | SYW     | Yamaha SY-85/SY-99 Wave File; Convert (c) Villena                                                                             |
| T       | Archive without compression (tape); tar                                                                            | T       | TADS source; |
| T       | Tester symbol table; ReaGeniX code generator                                                                       | T?H     | Turbo Help file (Pascal, C, Assembler, ...); Borland Thelp                                                                    |
| T44     | Temporary file for Sort or Index; dBASE IV                                                                         | T64     | Program; C64S emulator |
| TAG     | Query tag name; DataFlex                                                                                           | TAH     | Help file for Turbo Assembler; Borland C++                                                                                    |
| TAL     | Adobe Type Align; Adobe                                                                                            | TAL     | Text illustration; TypeAlign                                                                                                  |
| TAP     | Tape file; ZX Spectrum emulator by g.a.lunter                                                                      | TAR     | Archive; TAR |
| TAZ     | Archive; WinZipNT - TAR - COMPRESS                                                                                 | TB1     | Font file; Borland Turbo C |
| TB2     | Font file; Borland Turbo C                                                                                         | TBF     | Fax; Imavox TurboFax |
| TBK     | FOXPRO template backup file; FOXPRO                                                                                | TBK     | Memo backup; dBASE IV - FoxPro                                                                                                |
| TBK     | Toolbook; Asymetrix ToolBook                                                                                       | TBL     | Aldus TableEditor file; TableEditor                                                                                           |
| TBL     | Gate3 table file;                                                                                                  | TBL     | Graphics file (native format); PageMaker TableEditor                                                                          |
| TBL     | "Short for Table; used by many programs";                                                                          | TBL     | Table of values; OS/2 |
| TBR     | Norton Desktop custom toolbar; NDW                                                                                 | TBS     | Text elements ?? (Textbausteine); MS Word                                                                                     |
| TBX     | Table; Project Scheduler 4                                                                                         | TC      | Configuration; Turbo C - Borland C++                                                                                          |
| TCH     | Help file; Turbo C - Borland C++                                                                                   | TCL     | Tool Command Language source code; Swat                                                                                       |
| TCW     | Drawing; TurboCAD for Windows                                                                                      | TD      | Config from Turbo Debugger; Turbo Debugger                                                                                    |
| TD0     | Compressed diskette in a file; Teledisk                                                                            | TD2     | Configuration file; Turbo Debugger for Win32                                                                                  |
| TDB     | Database; TACT | TDDD    | Imagine Object File Format;                                                                                                   |
| TDF     | Speedo font file;                                                                                                  | TDF     | Typeface definition file; Speedo                                                                                              |
| TDH     | Help file for Turbo Debugger; Borland C++                                                                          | TDK     | Keystroke recording file; Turbo Debugger                                                                                      |
| TDR     | Contens of Arvid tape;                                                                                             | TDS     | Symbol table; Turbo Debugger                                                                                                  |
| TDW     | Configuration file; Turbo Debugger for Windows                                                                     | TEF     | Fax; Relisys TEFAX |
| TEL     | Host file; Telnet                                                                                                  | TEM     | Input template; IconAuthor |
| TEM     | Turbo Editor Macro Language script; Borland C++                                                                    | TET     | Tetris results; DN |
| TEX     | Datasheet; Idealist                                                                                                | TEX     | TeX text file; Scientific Word - TeX                                                                                          |
| TEXT    | Text file; | TF      | Configuration; Turbo Profiler                                                                                                 |
| TFA     | Area file; Turbo Profiler                                                                                          | TFC     | Catalogue file; Tobi's Floppy Cataloguer                                                                                      |
| TFH     | Help file for Turbo Profiler; Borland C++                                                                          | TFM     | Tagged font metric file; Intellifont                                                                                          |
| TFM     | TeX Font Metric file; TeX                                                                                          | TFS     | Statistical information; Turbo Profiler                                                                                       |
| TG1     | Project file; On Target                                                                                            | TGA     | Targa True Color bitmapped format;                                                                                            |
| TGZ     | Archive; WinZipNT - TAR - GNUzip                                                                                   | TH?     | Packed mail; FTN software |
| THE     | Windows'95 Desktop Theme; Microsoft Plus                                                                           | THM     | Picture Publisher or PhotoMagic Thumbnail;                                                                                    |
| THS     | Thesaurus dictionary; WordPerfect for Win                                                                          | TIC     | FTN special file with assotiated file description; ALLFIX                                                                     |
| TIF     | see TIFF; | TIFF    | TIFF (tagged image format file) bitmapped file; Alchemy - PhotoStyler -PageMaker - CorelDRAW                                  |
| TIL     | Fuzzy logic knowledge base; Togai InfraLogic Fuzzy-C Compiler                                                      | TIS     | Tile set; MahJongg 3.0 |
| TJL     | Backup file; VAXTPU editor                                                                                         | TLB     | Interoperaility Type Library; Win95                                                                                           |
| TLB     | Reference table; Bubble Chamber                                                                                    | TLB     | Text library; VAX |
| TLB     | Type library; Visual C++                                                                                           | TLC     | Compiled Tool Command Language source code; Swat                                                                              |
| TLD     | Disk Image; Teledisk                                                                                               | TLP     | Project; TimeLine |
| TMF     | Tagged Font Metric file; WordPerfect for Win                                                                       | TMO     | ZTG global optimizer default output file; Zortech C++                                                                         |
| TMP     | Temporary file; | TMS     | TeleMate compiled script; TeleMate                                                                                            |
| TOC     | Table Of Contents text file (ASCII);                                                                               | TOK     | Borland C++ 4.x reserved word list; BCW.EXE                                                                                   |
| TOS     | Self-extracting file archive (Atari ST);                                                                           | TP      | Session-state file; Turbo Profiler                                                                                            |
| TP      | Turbo Pascal cfg file; Turbo Pascal                                                                                | TP3     | Template; Harvard Graphics 3.0                                                                                                |
| TPB     | Downloadable PCL Soft font file backup; HiJaak                                                                     | TPF     | Downloadable PCL Soft font file; HiJaak                                                                                       |
| TPH     | Help file; Turbo Pascal                                                                                            | TPL     | Resident units library; Turbo Pascal                                                                                          |
| TPL     | Template; Harvard Graphics 2.0                                                                                     | TPL     | Template file; GoldEd -ITrack                                                                                                 |
| TPP     | Protected Mode Units; Borland Pascal 7.0                                                                           | TPU     | Borland Pascal DOS Mode Library; Borland Pascal                                                                               |
| TPU     | Command file (VAXTPU editor); VAXTPU editor                                                                        | TPW     | Borland Pascal Windows Library; Borland Pascal                                                                                |
| TPW     | Session-state file; Turbo Profiler for Windows                                                                     | TPZ     | Archive; TAR - GNUzip |
| TR      | Man page input suitable for troff -man; cawf2.zip                                                                  | TR      | Session-state settings; Turbo Debugger for DOS                                                                                |
| TR2     | Session-state settings; Turbo Debugger for Win32                                                                   | TRC     | Debug support file; Power CTrace                                                                                              |
| TRE     | Directory tree file; PC-Tools                                                                                      | TRIF    | Tiled Raster Interchange Format;                                                                                              |
| TRK     | Track (i.e. video sequence), used by many games;                                                                   | TRM     | Terminal settings; Windows 3.x                                                                                                |
| TRN     | Translation support file; Quattro - Clarion                                                                        | TRS     | Executable file; Micrografx                                                                                                   |
| TRU     | True Basic source file;                                                                                            | TRW     | Session-state settings; Turbo Debugger for Windows                                                                            |
| TSK     | Microsoft Multimedia Task Application; Win95                                                                       | TSM     | Turbo Assembler Manual; TASM for OS/2                                                                                         |
| TST     | Printer test file; WordPerfect for Win                                                                             | TSV     | Tab Separated Values; |
| TTF     | TrueType Font file;                                                                                                | TU?     | Packed mail; FTN software |
| TUD     | The Ultimate Draw file; The Ultimate Draw                                                                          | TUT     | Tutorial; |
| TV      | Table view settings; Paradox                                                                                       | TVn     | Overflow file above insert point in Doc n; WordPerfect for Win                                                                |
| TVF     | Table view settings; dBASE                                                                                         | TXF     | Archive; TAR and FREEZE |
| TXI     | Support file; TeX                                                                                                  | TXT     | Common name for ASCII text file;                                                                                              |
| TXW     | Yamaha TX-16W Wave File; Convert (c) Villena                                                                       | TYM     | Time Stamp (PageMaker 4); PageMaker 4                                                                                         |
| TZ      | Archive; TAR - COMPRESS                                                                                            | TZB     | Archive; TAR - COMPRESS - BTOA                                                                                                |
| U8      | Sample; | UB      | Raw Unsigned Byte (8bit) data; AWAVE                                                                                          |
| UC2     | Archive; UC II | UCN     | New archive; UC II |
| UDF     | Filter; Photostyler                                                                                                | UDW     | Raw Unsigned DWord data; AWAVE                                                                                                |
| UE2     | Encrypted archive; UC II                                                                                           | UHS     | Universal Hint System (binary file);                                                                                          |
| UI      | Espire source code file; Geoworks UI Compiler                                                                      | UI      | User interface; Sprint |
| UIF     | Long prompts for windows; WordPerfect for Win                                                                      | UIH     | Espire header file; Geoworks UI Compiler                                                                                      |
| UL      | ULAW audio file;                                                                                                   | ULD     | Information about uploaded files; Procomm Plus                                                                                |
| ULT     | Music; UltraTracker                                                                                                | UMB     | Backup file; MemMaker |
| UNI     | Datafile; Forecast Pro                                                                                             | UNI     | Music format; UNIMOD - MIKMOD                                                                                                 |
| UNX     | Text file containing UNIX specific info;                                                                           | UPD     | Update data; dBASE |
| UPD     | Update info (new features in program);                                                                             | UPO     | Compiled update data; dBASE                                                                                                   |
| URT     | Utah Raster Toolkit;                                                                                               | USE     | Log file; |
| USP     | Printer font with USASCII extended character set; PageMaker                                                        | USR     | User database file; Procomm Plus - Turbo C++ tour                                                                             |
| UU      | Encoded file (ASCII); UUENCODE/UUDECODE                                                                            | UUE     | Encoded file (ASCII); UUENCODE/UUDECODE                                                                                       |
| UW      | Raw Unsigned Word 16bit data; AWAVE                                                                                | UWF     | UltraTracker WaveSample; UltraTracker                                                                                         |
| V       | Consistency check support file; ReaGeniX code generator                                                            | V       | Main input file for an image; Vivid 2.0                                                                                       |
| V8      | Covox 8bit file; AWAVE                                                                                             | VAL     | Validity checks and referential integrity; Paradox for Windows                                                                |
| VAL     | Values list object file; dBASE Application Generator                                                               | VAN     | Animation; VistaPro |
| VAP     | Value Added Process; NetWare 2.xx                                                                                  | VAR     | Variable file; IconAuthor |
| VBR     | Visual Basic Custom Control file; Visual Basic                                                                     | VBX     | Visual Basic eXtension; Visual Basic                                                                                          |
| VBZ     | Visual Basic Setup Wizard Template; Setup Wizard                                                                   | VC      | Include file with color definitions; Vivid 2.0                                                                                |
| VC      | Spreadsheet; VisiCalc                                                                                              | VCA     | Visual Clip Art; |
| VCR     | VCR drivers for Arvid;                                                                                             | VCW     | Visual workbench information; MS Visual C++                                                                                   |
| VCX     | Spreatsheet; VisiCalc Advanced                                                                                     | VDA     | Bitmap graphics; |
| VDO     | Story Board video image; Story Board                                                                               | VDR     | Drawing; ComputerEasy Draw |
| VEW     | GroupWise for Windows; Win                                                                                         | VEW     | View file; Clipper 5 - Lotus Approach                                                                                         |
| VFA     | FontLab Database file; FontLab                                                                                     | VFM     | Ventura Font Metrics file; |
| VFM     | Voting Form; Voter                                                                                                 | VFN     | Voting Form for Customers; Voter                                                                                              |
| VGA     | VGA display driver;                                                                                                | VGA     | VGA display font; |
| VGD     | VGA display driver; Generic CADD                                                                                   | VGR     | Graphics file; Ventura Publisher                                                                                              |
| VI      | Graphics file; Jovian Logic VI                                                                                     | VI      | Watcom editor script; VI.EXE                                                                                                  |
| VIC     | see VICAR; | VICAR   | Graphics (Video Image Communication and Retrieval);                                                                           |
| VID     | Bitmap graphics (YUV12C M-Motion Frame Buffer);                                                                    | VID     | Graphics format; Word& Deed                                                                                                   |
| VID     | MS-DOS Shell Monitor file; MS-DOS 5                                                                                | VID     | Screen device driver; Word |
| VIF     | see VIFF; | VIFF    | Khoros Visualization Image File Format; SDSC Image Tool                                                                       |
| VIK     | Graphics format (VIKING);                                                                                          | VIR     | Virus or infected file; |
| VIS     | VIS graphics file;                                                                                                 | VLM     | Virtual Loadable Module; Netware                                                                                              |
| VM      | Virtual Memory file; Geoworks                                                                                      | VMC     | Virtual memory configuration; DOS/4GW PM 32X DOS Extender                                                                     |
| VMF     | Font characteristics; Ventura Publisher                                                                            | VMS     | Text file containing VMS specific info;                                                                                       |
| VO      | Include file with object definition; Vivid 2.0                                                                     | VOC     | Sound format (Creative Lab's Sound File); PlayVoc                                                                             |
| VOF     | Object folder; VZ Programmer                                                                                       | VOX     | Dialogic adpcm file; AWAVE, CoolEdit                                                                                          |
| VP      | 3DS Video posting; 3D Studio                                                                                       | VPF     | Vector Product Format; |
| VPG     | Graphics file; VPGraphics                                                                                          | VPH     | Virtual Pascal Help; VP/OS2                                                                                                   |
| VPI     | Virtual Pascal Unit; VP/OS2                                                                                        | VRM     | Overlay file; QuattroPro |
| VRM     | Visual rexx source; WATCOM VREXX                                                                                   | VRML    | Virtual Reality Modeling Language; NetScape                                                                                   |
| VRP     | Project; WATCOM VX№Rexx                                                                                            | VRS     | Video Resource eg. video device driver; WordPerfect                                                                           |
| VS      | Include file with surface definition; Vivid 2.0                                                                    | VSD     | Diagram; Shapeware Visio |
| VSD     | Visio drawing; Visio                                                                                               | VSM     | Simulation model; VisSim |
| VSP     | Sprite; SPX | VSS     | SmartShapes file; Shapeware Visio                                                                                             |
| VSS     | Visio Template; Visio                                                                                              | VST     | Truevision Vista graphics file;                                                                                               |
| VST     | Visio Template; Visio                                                                                              | VUE     | Animation; 3D Studio |
| VUE     | View; dBASE IV - FoxPro                                                                                            | VW      | Text file; Volkswriter |
| VWR     | File viewer file; PC Tools                                                                                         | VXD     | Windows 3.x virtual device driver; Windows 3.x                                                                                |
| W       | Word chart file; APPLAUSE                                                                                          | W01     | Yamaha SY-series wave files; AWAVE                                                                                            |
| W01     | Yamaha TX16W wave file; AWAVE                                                                                      | W30     | Printer font; AST TurboLaser - Ventura Publisher                                                                              |
| W31     | Startup file; Windows 3.1                                                                                          | W40     | Something for Windows95 (e.g. config.w40); Win95                                                                              |
| W44     | Temporary file for Sort or Index; dBASE                                                                            | W95     | Something for Windows95; Win95                                                                                                |
| WAD     | War Allocation Daemon; Doom - Doom2                                                                                | WAS     | ProComm Script File (source code); ProComm                                                                                    |
| WAV     | Sound format (Microsoft Windows RIFF WAVE); Media Player                                                           | WAX     | ProComm compiled script; ProComm                                                                                              |
| WB1     | Notebook; Quattro Pro                                                                                              | WB2     | Spreadsheet; Quattro Pro |
| WBF     | MS Windows Batch File; Catch                                                                                       | WBK     | Document/workbook; WordPerfect for Win                                                                                        |
| WBT     | Norton Desktop; Norton Desktop                                                                                     | WBT     | Wilsonware Batch file; Winbatch                                                                                               |
| WCD     | Macro token list; WordPerfect for Win                                                                              | WCH     | WordPerfect Macro Facility; WP                                                                                                |
| WCM     | Data transmission file; MS Works                                                                                   | WCM     | Macro; WordPerfect for Win |
| WCP     | Product information description; WordPerfect for Win                                                               | WD      | InfoSelect Data file; |
| WDB     | Database; MS Works                                                                                                 | WE?     | Packed mail; FTN software |
| WEB     | WEB source code file;                                                                                              | WebOOGL | Web Object Oriented Graphics Library;                                                                                         |
| WFB     | Turtle Beach WaveFront Bank; AWAVE                                                                                 | WFD     | Turtle Beach WaveFront Drum; AWAVE                                                                                            |
| WFM     | Form object; dBASE Form Designer                                                                                   | WFN     | Font; CorelDRAW |
| WFP     | Turtle Beach WaveFront Prog.; AWAVE                                                                                | WFX     | Data file; Winfax |
| WG1     | Worksheet; Lotus 1-2-3/G                                                                                           | WG2     | Worksheet; Lotus 1-2-3 for OS/2                                                                                               |
| WID     | Width table; Ventura Publisher                                                                                     | WIN     | Window file; FoxPro - dBASE                                                                                                   |
| WIZ     | Page wizard; MS Publisher                                                                                          | WK1     | Spreadsheet; Lotus 1-2-3 version 2.x - Symphony 1.1+                                                                          |
| WK3     | Spreadsheet; Lotus 1-2-3 version 3.x                                                                               | WK4     | Spreadsheet; Lotus 1-2-3 version 3.4                                                                                          |
| WKB     | Document; WordPerfect for Win                                                                                      | WKE     | Spreadsheet; Lotus 1-2-3 educational version                                                                                  |
| WKI     | Spreadsheet format; Lotus 123 2x                                                                                   | WKQ     | Spreadsheet; Quattro |
| WKS     | Spreadsheet; Lotus 1-2-3 version 1A - Symphony 1.0 - MS Works                                                      | WKS     | Workspace; Xlisp |
| WKZ     | Spreadsheet format; Dos Navigator                                                                                  | WLK     | Graphics; Virtus Walkthrough                                                                                                  |
| WLK     | Walk Through for any game; many                                                                                    | WMC     | Backup of startup files by Windows MathCad autoexec.wmc; MathCad                                                              |
| WMC     | Macro file; WordPerfect for Win                                                                                    | WMC     | Text file; WordMARC |
| WMF     | Windows MetaFile vector graphics;                                                                                  | WMP     | Graphics (Windows Magic Icon Palette);                                                                                        |
| WN      | Text; NeXT WriteNow                                                                                                | WNF     | Corel Draw Font File; CorelDraw                                                                                               |
| WOA     | Swap file; Windows 3.x                                                                                             | WOC     | Organization; Windows OrgChart                                                                                                |
| WOW     | Music (8 channels); Grave Mod Player                                                                               | WP      | Word Perfect Format; WP |
| WP5     | Document; WordPerfect 5.x                                                                                          | WPD     | Document; WordPerfect 6.0 - PFS:WindowWorks                                                                                   |
| WPD     | Windows printer driver (uninstallable); Windows                                                                    | WPF     | Fax; WorldPort |
| WPF     | Form; WordPerfect                                                                                                  | WPF     | Document - Word Perfect Format; WordPerfect 4.2-6.6 for DOS                                                                   |
| WPG     | WordPerfect Graphics vector graphics; DrawPerfect                                                                  | WPJ     | Watcom C/C++ IDE project; IDE.EXE                                                                                             |
| WPK     | Keyboard Definition; WordPerfect 5.x-6.x for DOS                                                                   | WPK     | Macros; WordPerfect for Win                                                                                                   |
| WPL     | MediaRack Wave Playlist; MediaRack                                                                                 | WPM     | Macros; WordPerfect |
| WPS     | Text document; MS Works                                                                                            | WQ!     | Compressed spreadsheet; Quattro Pro                                                                                           |
| WQ1     | Spreadsheet; Quattro Pro                                                                                           | WR1     | Spreatsheet; Symphony 1.1 - 1.2 - 2                                                                                           |
| WRD     | Template; Charisma                                                                                                 | WRI     | Write editor format; Write - WinWord                                                                                          |
| WRK     | Spreadsheet; Symphony 1.0                                                                                          | WRP     | Archive; Amiga WARP |
| WRS     | Windows Resource eg. printer driver; WordPerfect for Win                                                           | WS      | APL Worksheet; |
| WS      | Text file; WordStar 5.0-6.0                                                                                        | WS2     | Text file; WordStar 2000 |
| WSD     | Document; WordStar                                                                                                 | WSP     | Workspace; Fortran PowerStation                                                                                               |
| WSQ     | Wavelet-packet Scalar Quantization Format;                                                                         | WSRC    | X-wais source; |
| WST     | Text file; WordStar                                                                                                | WWB     | Button bar for document window; WordPerfect for Win                                                                           |
| WWK     | Keyboard layout; WordPerfect for Win                                                                               | WXP     | Document; EXP for Windows |
| X       | Archive; X1.EXE | X       | AVS X image file; SDSC Image Tool                                                                                             |
| X       | LEX source code file;                                                                                              | Xnn     | Secondary indexes; Borland Paradox                                                                                            |
| X3D     | x3d and xdart Formats;                                                                                             | XBM     | X11 Bitmap graphics file; |
| XCK     | Extended crack; | XCK     | Extended crack file (usually text);                                                                                           |
| XCL     | Xtree for Windows Script file; Xtree for Win                                                                       | XDF     | OS/2 extended disk format image; XDFCOPY.EXE                                                                                  |
| XDM     | Directory Manipulator for 32-bit Protected Mode; Xenotech Research Labs                                            | XFN     | Printer font; Xerox 4045 - Ventura Publisher                                                                                  |
| XFR     | Ventura Publisher Bitmap Editor Font file;                                                                         | XFT     | 24 pin printer font; ChiWriter                                                                                                |
| XI      | Fast Tracker 2 instrument file; AWAVE                                                                              | XI      | Fastracker 2.0 Instrument File; Fastracker 2.0                                                                                |
| XLA     | Add-in macro sheet; MS Excel                                                                                       | XLA     | XLib Archive; xlibpas2.zip |
| XLB     | Excel Toolbar; MS Excel                                                                                            | XLC     | Excel Chart; MS Excel |
| XLD     | Excel Dialog; MS Excel                                                                                             | XLK     | Excel Archive; MS Excel |
| XLL     | Excel Dynamic Link Library; MS Excel                                                                               | XLM     | Excel Macro File; MS Excel |
| XLS     | Excel Spreadsheet; MS Excel                                                                                        | XLT     | Excel Template; MS Excel |
| XLT     | Translation table; Lotus 1-2-3 - Symphony - Procomm Plus                                                           | XLV     | Excel Module; MS Excel |
| XLW     | Excel Workbook; MS Excel                                                                                           | XM      | Fast Tracker 2 extended module; AWAVE, Mod4Win, FastTracker, ImpulseTracker                                                   |
| XM      | Music format; FastTracker - Cubic Player                                                                           | XMI     | Compressed eXtended MIdi music;                                                                                               |
| XNF     | Standard Network File form;                                                                                        | XOF     | RenderMorphics; |
| XP      | eXtended Pattern; FastTracker 2.0                                                                                  | XPM     | X11 Pixel Map graphics file;                                                                                                  |
| XQT     | Executable file; Waffle                                                                                            | XQT     | Macro sheet; SuperCalc |
| XRF     | Cross-reference file;                                                                                              | XTB     | External translation table; LogoScript                                                                                        |
| XTP     | XTreeGold overlay; XTreeGold                                                                                       | XWD     | X Window System window dump image graphics file; SDSC Image Tool                                                              |
| XWK     | Keyboard mapping; Crosstalk                                                                                        | XWP     | Session; Crosstalk |
| XWP     | Text file; Xerox Writer                                                                                            | XX      | Encoded file (ASCII); XXENCODE                                                                                                |
| XXE     | Encoded file (ASCII); XXENCODE                                                                                     | XY      | Text file; XY Write |
| XY3     | Text file; XYWrite III                                                                                             | XYW     | Text file; XyWrite III |
| Y       | Archive (Amiga); Yabba                                                                                             | Y       | YACC grammar file; |
| Ynn     | Secondary index; Borland Paradox                                                                                   | YAL     | Data custom/nature.yal; Arts & Letters                                                                                        |
| YC      | Archive; YACC (YAC.EXE)                                                                                            | YUV     | Graphics format (YUV); |
| YZ      | Archive; YAC |         | |
| Z       | Archive; WinZipNT - COMPRESS - PACK                                                                                | Znn     | ZIP archive; PKZIP/PKUNZIP |
| Z3      | Infocom game module;                                                                                               | Z80     | Snapshot; ZX Spectrum emulator by g.a.lunter                                                                                  |
| ZAD     | ZFax digitized voice file; ZFax                                                                                    | ZDG     | Compressed ZiffNet text document; Zview                                                                                       |
| ZER     | Data file; ZERBERUS                                                                                                | ZGM     | Graphics; Zenographics |
| ZIP     | Archive; PKZIP/PKUNZIP                                                                                             | ZOM     | Archive; Amiga ZOOM |
| ZOO     | Archive; ZOO | ZVD     | ZyXEL Voicefile; Z-Fax |
| ZZE     | Encoded file; |         | |

## Podział
Ze względu na ogromną liczbę formatów plików, spis podzielono też w sposób następujący:
- Spis formatów plików archiwów
- Spis formatów plików audio
- Spis formatów plików bazodanowych
- Spis formatów plików dokumentów biurowych
- Spis formatów plików graficznych
- Spis formatów plików wideo
- Spis formatów plików tekstowych
- Spis formatów plików obrazów
- Spis otwartych formatów plików
- Spis zamkniętych formatów plików